# Chartreuse du Liget
Vous lisez un « article de qualité » labellisé en 2018.
La chartreuse du Liget est un ancien monastère de chartreux, sis à Chemillé-sur-Indrois, dans le département français d'Indre-et-Loire en région Centre-Val de Loire.
Fondée vers la fin du XIIe siècle par Henri II, roi d'Angleterre et comte d'Anjou, elle est le seul monastère cartusien présent en Touraine. La chartreuse se compose, comme le veut la règle, d'une maison haute au Liget même et d'une maison basse à la Corroirie. Disposition plus spécifique, l'ensemble du Liget compte également une chapelle isolée dans une clairière de la forêt de Loches, là où se sont installés les premiers moines qui fondent l'ermitage. La chartreuse prend une grande importance au Moyen Âge et à l'époque moderne où elle compte jusqu'à 25 pères et frères et contrôle plus de 2 500 ha de terres, malgré une histoire mouvementée marquée par la guerre de Cent Ans et les guerres de Religion. L'une des particularités du Liget est que sa maison basse constitue également un fief détenant les droits de justice sur son territoire depuis le Moyen Âge jusqu'à la Révolution française. Un vaste programme de reconstruction et d'agrandissement de la maison haute vient à peine d'être mis en œuvre lorsqu'il est interrompu par la Révolution française. En 1790-1791, les onze pères et frères chartreux qui résident encore au Liget sont chassés, le mobilier, la bibliothèque riche de 6 900 ouvrages et les 150 œuvres d'art dispersés ; les bâtiments (monastère, Corroirie et chapelle) sont vendus comme biens nationaux et tout ou partiellement détruits. En 2018, la maison haute et la maison basse sont toujours habitées par la famille de Côme-Edmond de Marsay, acheteur en 1837 d'une partie d'un domaine finalement reconstitué en 1899.
Au XXIe siècle, la maison haute du Liget ne conserve que les ruines de son église médiévale et un certain nombre de bâtiments, plus ou moins réaménagés, qui datent du XVIIe siècle ou de la reconstruction de 1787 comme le grand cloître. La Corroirie se présente toujours dans sa configuration médiévale. La rotonde de la chapelle du XIIe siècle et une partie des fresques qui la décorent subsistent.
De 1862 à 2015, la chapelle, la Corroirie et la maison haute sont progressivement classées ou inscrites au titre des monuments historiques. Des éléments de mobilier et des tableaux, déplacés après la Révolution à Loches ou à Chemillé-sur-Indrois même, font l'objet d'une inscription ou d'un classement dans la base Palissy des objets protégés. En 1947, la maison haute est intégrée, comme la Corroirie et les abords de ces deux groupes de bâtiments, à un site classé dans le cadre de la loi du 2 mai 1930.

## Localisation et toponymie

Plan général de la chartreuse.

Ce monastère est situé en Indre-et-Loire à cinquante kilomètres au sud de Tours, en limite de la forêt de Loches sur la commune de Chemillé-sur-Indrois. La maison haute prend place sur le fond et les pentes du thalweg du ruisseau du Liget, sous-affluent de l'Indrois, ce qui a conduit à ménager des terrasses pour y asseoir certains bâtiments. À l'époque moderne, son domaine est traversé par la D 760 qui passe au plus près du monastère lui-même et de la Corroirie, établie près du confluent du ruisseau du Liget et de celui d'Aubigny. La chapelle Saint-Jean, plus en amont, est également construite non loin du ruisseau du Liget. Les trois établissements sont alignés sur un axe sud-ouest—nord-est.
La fondation de la chartreuse, à laquelle Henri II prend une part active, comme celle de la Corroirie sur la route entre Loches et Montrésor dont les donjons sont construits par Foulques Nerra, renforce l'autorité de la maison d'Anjou déjà dominante dans le Lochois depuis le XIe siècle et qui dispose ainsi de trois positions solides dans un même territoire. La chartreuse du Liget est par ailleurs, au XIIe siècle, la plus occidentale des chartreuses françaises.
L'origine du nom « Liget » n'est pas attestée pour ce qui concerne la chartreuse tourangelle ; il apparaît sous le nom Ligetum dans une charte de 1172. Albert Philippon, dans les études qu'il mène sur la chartreuse, reprend en 1934 un document plus ancien et envisage que le Liget puisse être une déformation du mot « lige » qui indiquerait alors une forme de lien de dépendance entre cette terre et l'abbaye-mère Saint-Sauveur de Villeloin dont elle relevait à l'origine. Le Liget pourrait également désigner un lieu initialement inculte et boisé (leg ou lig, du germanique liska). Il peut aussi simplement s'agir d'un toponyme local.

## Histoire

### Fondation

#### Un premier ermitage dans la forêt de Loches

Établissements monastiques du sud-est de la Touraine au Moyen Âge.
Les prieurés bénédictins, dont le nom n'est pas précisé, sont des dépendances de l'une ou l'autre abbaye mentionnée.

La terre du Liget, alors recouverte par la forêt de Loches, semble rachetée à l'abbaye de Villeloin par Henri II, roi d'Angleterre et comte d'Anjou, entre 1176 et 1183 puis donnée à la petite communauté monastique, à l'origine quatre ermites chartreux ou bénédictins, installée vers le milieu du XIIe siècle au niveau de la chapelle Saint-Jean du Liget et qu'elle a très probablement fait construire en forêt de Loches, à condition qu'elle intègre définitivement l'ordre des Chartreux. Ce schéma de fondation est comparable à celui observé à quelques kilomètres de là, sous l'égide du même souverain, pour l'abbaye cistercienne de Beaugerais vers 1150 et le prieuré grandmontain de Villiers vers 1160-1170. Ces transactions foncières ont probablement pour but de stabiliser de nouvelles communautés religieuses, tout en cherchant à contrebalancer la domination régionale des bénédictins clunisiens appuyés par le pape avec lequel Henri II est en conflit, par la promotion d'ordres monastiques émergents,. L'acte de fondation, daté de 1178 — les historiens estiment que la construction du monastère n'a cependant débuté que vers 1188-1190 —, est confirmé en 1199 par Jean sans Terre et, en 1234, par Saint-Louis.
Il est possible que les chartreux aient envisagé dans un premier temps de construire leur maison haute autour de la chapelle Saint-Jean du Liget, où ils s'étaient installés primitivement, ce qui expliquerait l'agrandissement de l'édifice par l'ajout d'une nef, avant de se raviser pour des raisons inconnues.
Le Liget est placé sous le double patronage de la Vierge Marie et de saint Jean-Baptiste, ce que traduisent les armoiries de la chartreuse qui se blasonnent ainsi : d'azur à un crucifix adextré d'une Notre-Dame et senestré d'un saint Jean, le tout d'or.

#### L'expiation du meurtre de Thomas Becket en question

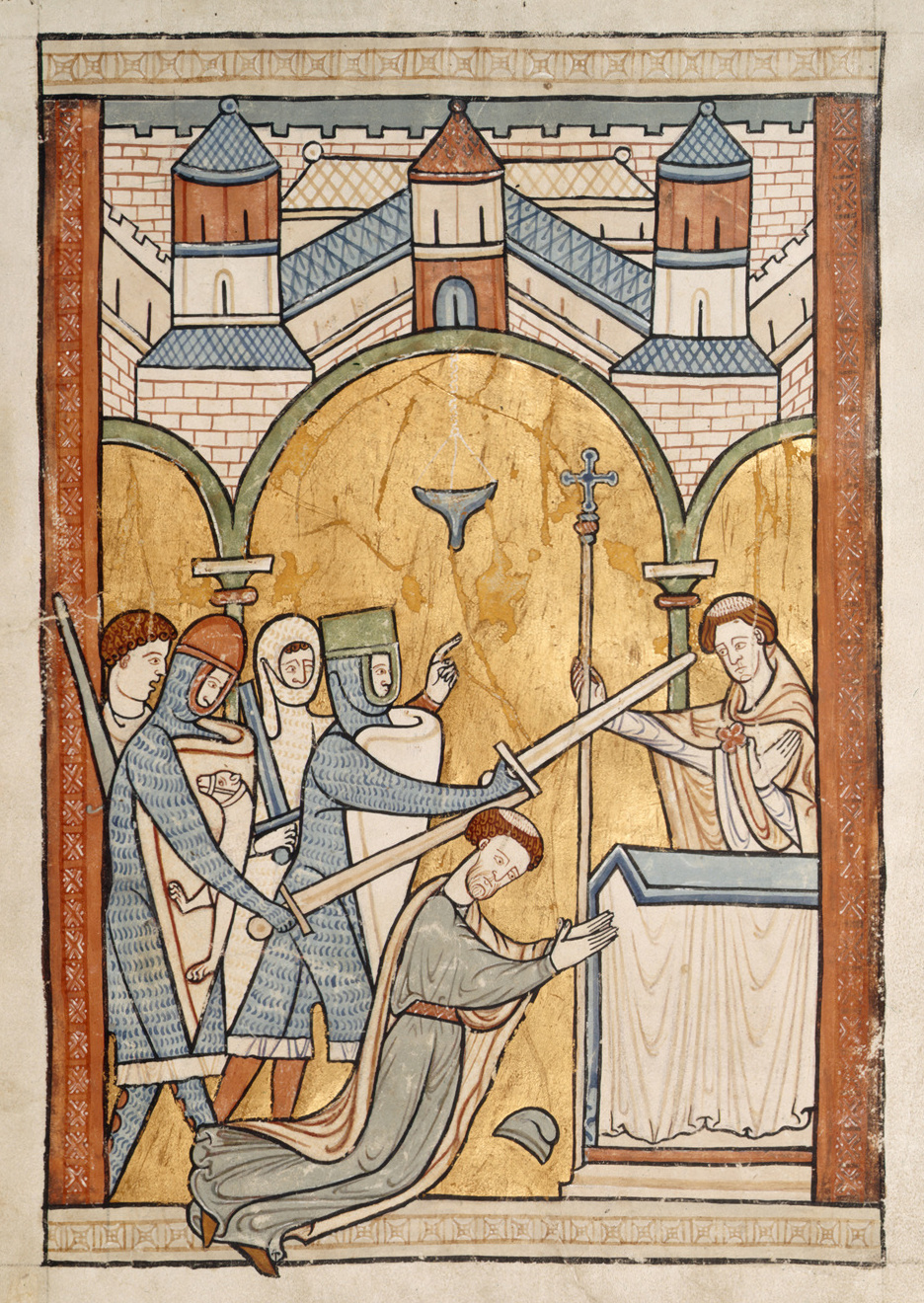
Le meurtre de Thomas Becket, miniature d'un psautier anglais, vers 1175-1200, British Library, Harley 5102,.

Il est souvent mentionné que cette fondation constitue une expiation pour le meurtre de Thomas Becket, archevêque de Cantorbéry perpétré en 1170 par des chevaliers interprétant une phrase d'Henri II,. Cette tradition n'apparaît toutefois dans aucun document contemporain de la fondation. Elle semble s'appuyer sur un manuscrit du XIIIe siècle de la chartreuse du Parc-en-Charnie, ainsi que sur une inscription qui ornait le portail d'entrée principal de la chartreuse jusqu'aux travaux entrepris en 1787, juste avant la Révolution française et ainsi libellée « Anglorum Henricus rex Thomæ coede crucntus Ligeticos fundat Cartusioe monachos » ; cette inscription a disparu depuis les travaux. D'autre part, et comme le souligne Christophe Meunier, une véritable fondation expiatoire se situerait plus près chronologiquement (début des années 1170) et spatialement (non loin de Londres) du meurtre que le Liget, comme c'est le cas pour des chartreuses anglaises. Dans le cas du Liget, la fondation par Henri II semble être un acte essentiellement politique destiné à affaiblir les bénédictins et à travers eux, le pape ; les considérations strictement religieuses interviennent peu dans cette décision.
Raymonde Foreville pense, pour sa part, que malgré l'absence de mention dans les sources datant de l'époque de la fondation et reliant le meurtre de Thomas Becket et la fondation du Liget, le Liget est bien une fondation expiatoire, intervenue tardivement à une période où les relations entre Henri II et le pape Alexandre III sont plus apaisées ; la fondation de la chartreuse anglaise de Witham, à la même date, répond aux mêmes motivations. Selon cette médiéviste, la présence au Liget de reliques attribuées à Thomas Becket est un indice supplémentaire. L'historien bénédictin dom Willibrord Witters partage le même avis et pense que le Liget est fondé en contrepartie de la promesse non tenue par Henri II de partir en croisade.

### Développement rapide à l'époque médiévale
- forêts et taillis / autres terres
- habitations, dont métairies
- limites du « désert » de la chartreuse

Territoire directement géré par la chartreuse au XVIIe siècle.

Fiefs et métairies tenus par la Corroirie pour le compte de la chartreuse du Liget dans le Lochois. (Fond de carte : découpage communal moderne).

La donation d'Henri II, en 1178, ne comprend que l'emplacement futur du monastère et cinq métairies, constituant le « désert » de l'ermitage, un domaine que les chartreux souhaitent occuper et dont eux seuls peuvent racheter les terres. Hors des limites de ce « désert », aucune acquisition ne leur est théoriquement possible. Pourtant, au début du XIIIe siècle, les terres de Craçay (ou Crassay), fief relevant de la châtellenie de Loches, à quelque 800 m au nord-est de la chartreuse, reviennent au Liget par une donation contestée puis confirmée,. Les chartreux y fondent leur maison basse. Comme pour les autres ermitages cartusiens à partir du XIIIe siècle, les chartreux du Liget travaillent activement à agrandir leur domaine au-delà des limites originelles de leur désert. Ils sont aidés en cela par les rois de France successifs qui leur accordent et leur renouvellent de nombreux privilèges— Charles V, Charles VII et Louis XI viennent même visiter la chartreuse. Les papes adoptent la même attitude à l'égard des chartreux. De riches nobles comme Dreux IV de Mello, mais également des personnes plus pauvres, participent à l'essor de la chartreuse par leurs donations.
C'est ainsi que le domaine géré par la Corroirie pour le compte de la chartreuse comprend au milieu du XIIIe siècle un grand nombre de métairies formant un total de 800 hectares en terres labourables, prés, pâturages, jardins et vignes ; à cela s'ajoutent plus de 500 hectares de forêts et 43 hectares d'étangs. Plusieurs autres fiefs et métairies, dans un rayon de plus de 15 km, relèvent également du Liget, comme le fief de Bergeresse à Azay-sur-Indre. Plus près du Liget, à la même époque, la forêt de Loches a presque disparu entre la chartreuse et l'Indrois au nord-est. Par contre, elle subsiste au sud ; le Liget y possède de nombreuses parcelles, tout comme le prieuré de Villiers, et ce voisinage est source de litiges.
La chartreuse du Liget détient par ailleurs plus d'une trentaine de reliques, dont la liste détaillée figure dans un calendrier liturgique du XIIIe siècle. Ces reliques sont très variées, tant du point de vue de la période à laquelle elles sont réputées remonter que du point de vue de leur origine géographique. De la terre sur laquelle poussa le Buisson ardent aux restes de saint Bruno et de Thomas Becket, elles semblent ainsi composer un résumé de toute l'histoire chrétienne en général et de celle de la chartreuse du Liget en particulier,.
La fondation initiale ne comporte que douze cellules. En 1363, Charles V autorise l'édification de treize cellules supplémentaires mais ce programme de construction est toutefois mis en chantier avec beaucoup de retard et de lenteur et les vingt-cinq cellules ne sont achevées, par étapes, qu'au XVIe siècle. Charles V permet en outre aux chartreux d'acquérir 300 livres de rente annuelle sur le domaine royal.

### Guerre de Cent Ans et guerres de Religion

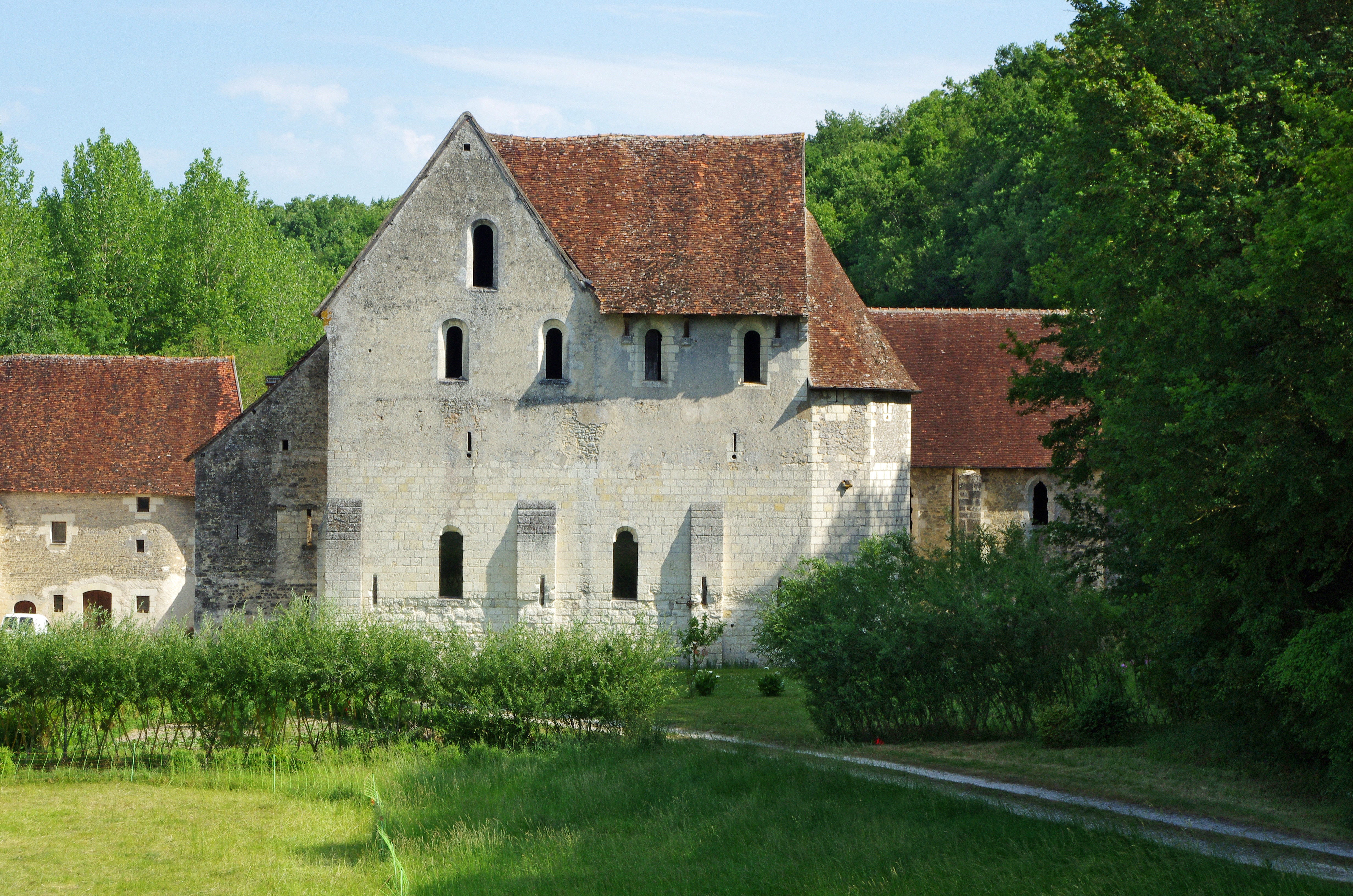
Église de la Corroirie, surélevée et fortifiée au XVe siècle.

Les premières décennies de la guerre de Cent Ans ne semblent pas avoir affecté la vie de la chartreuse. Par contre, selon les dispositions du traité de Brétigny en 1360, permettant une longue trêve dans le conflit, les Anglo-gascons doivent abandonner les places qu'ils occupent en Touraine, l'Angleterre renonçant à la possession de cette province. Lors de leur retraite, les soldats en déroute, auxquels se mêlent des opportunistes locaux, se constituent en bandes de pillards. En 1361, les chartreux, qui se sont réfugiés dans leur maison basse de la Corroirie, doivent soutenir un siège face à ces bandes armées. Après ce siège, vers 1379, ils congédient leurs serviteurs et se réfugient à Loches, dans une maison qu'ils y possèdent. Lorsqu'ils retournent au Liget au début du XVe siècle, ils munissent la Corroirie d'aménagements qui existent encore en partie aujourd'hui, faisant de cette maison basse un lieu fortifié. Elle sert de refuge en cas de troubles jusqu'au XVIe siècle d'autant plus que, par lettres patentes de Charles VII en date du 12 juillet 1432, elle est même pourvue d'une garnison avec son commandement, chargée de protéger l'ensemble du domaine.
Les guerres de Religion marquent gravement la chartreuse du Liget, dont la prospérité et les richesses attirent les convoitises. En 1562, le prieur Guillaume Bretonneau est assassiné et l'abbaye dévastée ; faute de sources, il est difficile de savoir si cette attaque est le fait de protestants « organisés » venant de Tours qu'ils tiennent d'avril à juillet, ou de bandes de pillards opérant de manière autonome. Un autre pillage perpétré en 1584 est clairement attribué à ces bandes errantes. Pendant cette période, les religieux ont quitté l'abbaye. Ils ont repris possession des lieux lorsqu'en 1598 une autre bande venue des environs de Montrésor assiège et pille la Corroirie ; des paysans de Chemillé-sur-Indrois se mêlent aux pillards et brûlent les titres de propriété de la chartreuse. À la charnière des XVIe et XVIIe siècles, la fortification de la maison haute est renforcée sous le mandat du prieur Raphaël Sterpin sur une demande du chapitre général de l'ordre.

### Second apogée auxXVIIeetXVIIIesiècles

#### XVIIesiècle: renouveau religieux sans incidence sur la vie de la chartreuse

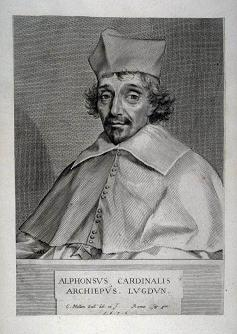
Alphonse-Louis du Plessis de Richelieu, gravure d'Abraham Bosse, BNF.

Entre la promulgation de l'édit de Nantes en 1598 et la mort du cardinal de Bérulle en 1629, la spiritualité en France connaît une période d'essor. Ceci ne semble pas avoir d'incidence sur la vie des chartreux du Liget, fidèles à la devise de leur ordre, « Cartusia numquam reformata quia numquam deformata ». C'est à cette époque que l'abbaye tourangelle reçoit des hôtes célèbres : dom Marc-Antoine Durant, originaire d'Aix-en-Provence, auteur présumé d'un poème sur Marie de Magdala, vit au Liget pendant 54 ans, ; dom Alphonse-Louis du Plessis de Richelieu, frère aîné du cardinal de Richelieu, est envoyé au Liget en 1608-1609 pour y remplir la fonction de coadjuteur chargé de la gestion du personnel de la Corroirie et du domaine de la chartreuse. À la même époque, les pères chartreux, qui devaient auparavant préparer individuellement leur cuisine dans leur cellule, sont maintenant servis grâce à des passe-plats ménagés dans le mur mitoyen de cette cellule et du cloître, les repas étant élaborés dans les cuisines pour l'ensemble de la communauté qui comprend également désormais des frères convers.
La chartreuse du Liget ne vit pas entièrement coupée du monde. Michel de Marolles, abbé de Villeloin de 1626 à 1674, vient rendre de fréquentes visites au Liget « en voisin ». Peut-être vers le milieu du XVIIe siècle, tous les convers qui habitaient la Corroirie, dont l'église est par la suite désaffectée, sont désormais logés à la maison haute elle-même, les serviteurs continuant toutefois à résider sur place. Cette disposition semble anticiper une décision du chapitre général de l'ordre prise en 1678 et valable pour l'ensemble des chartreuses. En 1681, le domaine du Liget s'étend sur plus de 1 000 hectares. C'est également au XVIIe siècle que le monastère recueille de nombreux objets d'art comme ceux qu'Hippolyte de Béthune, comte de Selles et neveu de Sully, ramène d'Italie ; parmi eux figurent deux tableaux attribués au Caravage, dont la découverte dans l'église Saint-Antoine de Loches est annoncée en 2006.

#### XVIIIesiècle: projet d'agrandissement
Au XVIIIe siècle, les chartreux du Liget viennent de l'ensemble de la France mais préférentiellement du Val de Loire (Orléanais surtout) et du Berry ; l'un d'eux est cependant originaire de Billiat, dans l'évêché de Genève. Entre 1737 et 1775, il entre au moins un frère par an à la chartreuse et, en 1770, les pères sont au nombre de onze mais la communauté compte également une douzaine de frères convers. L'activité agricole du domaine de la chartreuse est importante et des « expériences sur la conservation des grains » y sont réalisées en 1755.

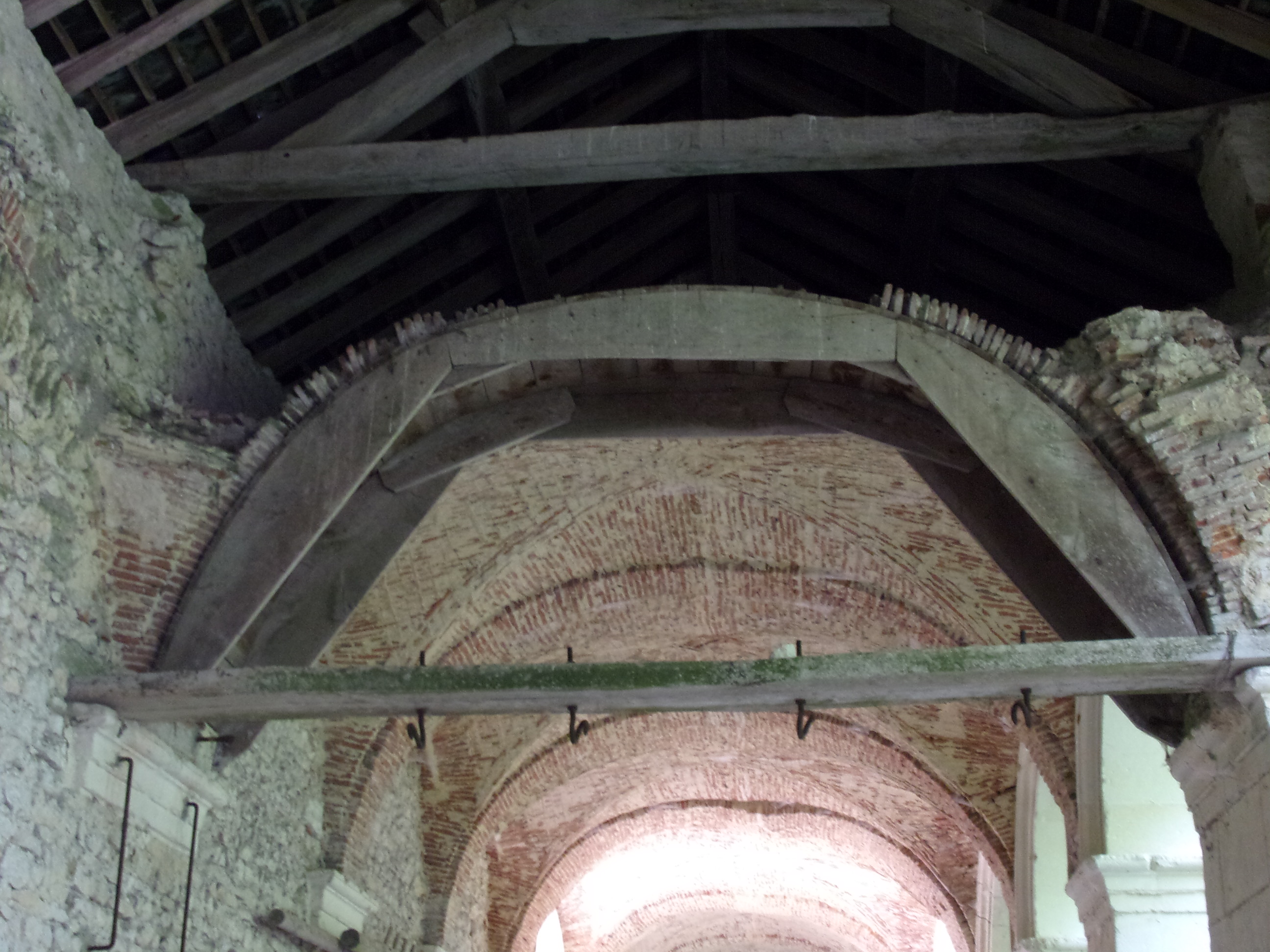
Cintre utilisé pour le montage des voûtes du cloître en 1787.

L'ordre des Chartreux approuve, le 9 mai 1787, l'ambitieux programme d'une reconstruction presque totale de la chartreuse décidé par le prieur Antoine Couëffé. Les travaux doivent être réalisés sous la direction de l'architecte tourangeau Jean-Bernard-Abraham Jacquemin dont le plan des travaux projetés a pu être recopié. Le principal chantier concerne la reconstruction du grand cloître, en mauvais état depuis les guerres de Religion et la construction de nouvelles cellules, portant leur total à dix-huit. Les communs doivent être rebâtis et leur architecture uniformisée pour les rendre plus fonctionnels, le petit cloître et ses cellules reconstruits, l'église agrandie. Les nouveaux bâtiments doivent respecter un plan orthogonal axé sur l'allée qui vient de l'entrée principale, réaménagée au nord au début du siècle ; cette entrée monumentale donne sur la route de Loches à Montrésor, dont le percement semble remonter à la même époque. Le budget estimé est alors de 110 000 livres (soit environ 1 210 000 € en 2007). Les travaux débutent le 6 septembre 1787 mais, en raison de la Révolution française, n'arriveront jamais à leur terme.

### Démembrement sous la Révolution

#### Les inventaires

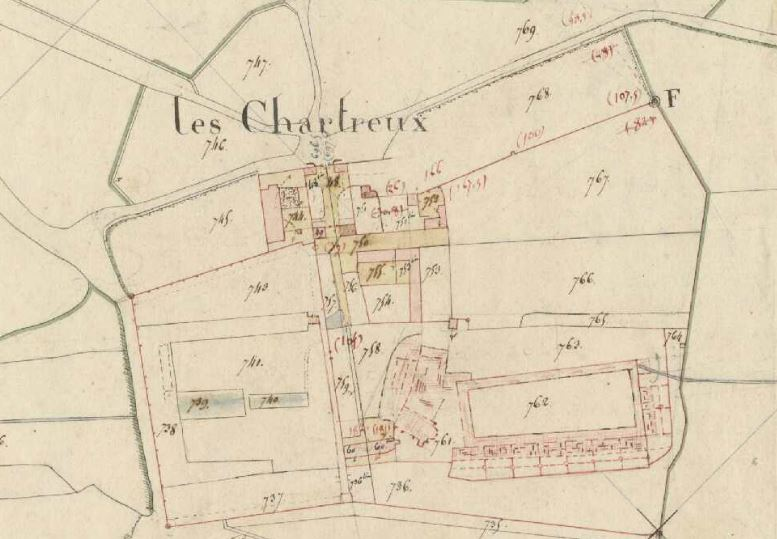
La chartreuse sur le cadastre napoléonien, Archives départementales d'Indre-et-Loire.

Le 2 novembre 1789, l'Assemblée constituante décrète que les biens du clergé sont mis à la disposition de la Nation ; l'année suivante ces biens sont mis en vente par lots. Il ne reste que très peu de documents attestant des événements qui se déroulent à la chartreuse pendant la Révolution. Le 10 mai 1790, les responsables du district de Chemillé-sur-Indrois se rendent à la chartreuse. Un chartreux seulement, parmi les onze recensés durant la visite, a moins de 40 ans — il est âgé de 26 ans ; l'âge des autres moines s'étale jusqu'à 74 ans.
Une première visite de la chartreuse par le comité d'inspection a lieu le 12 mai 1790 ; elle est consacrée à une première estimation des biens du monastère. Les inspecteurs dénombrent 6 900 volumes dans la bibliothèque. Ils constatent en outre que si des constructions nouvelles ont bien eu lieu depuis 1787, certains chantiers sont en cours : plusieurs cellules du grand cloître, par exemple, sont inachevées et le petit cloître est partiellement démoli. Un inventaire détaillé et précis des biens mobiliers est réalisé le 9 novembre 1790, ce qui ouvre la voie à leur vente.
Les revenus fonciers annuels de la chartreuse, qui exploite 2 600 ha de terres sur sept principaux fiefs rassemblant 29 fermes et borderies ainsi que 37 métairies, se montent à 27 500 livres par an en moyenne, comme le détaille une déclaration des chartreux faite le 11 mai 1790 et dont l'exactitude est vérifiée par les inspecteurs.

#### Les ventes

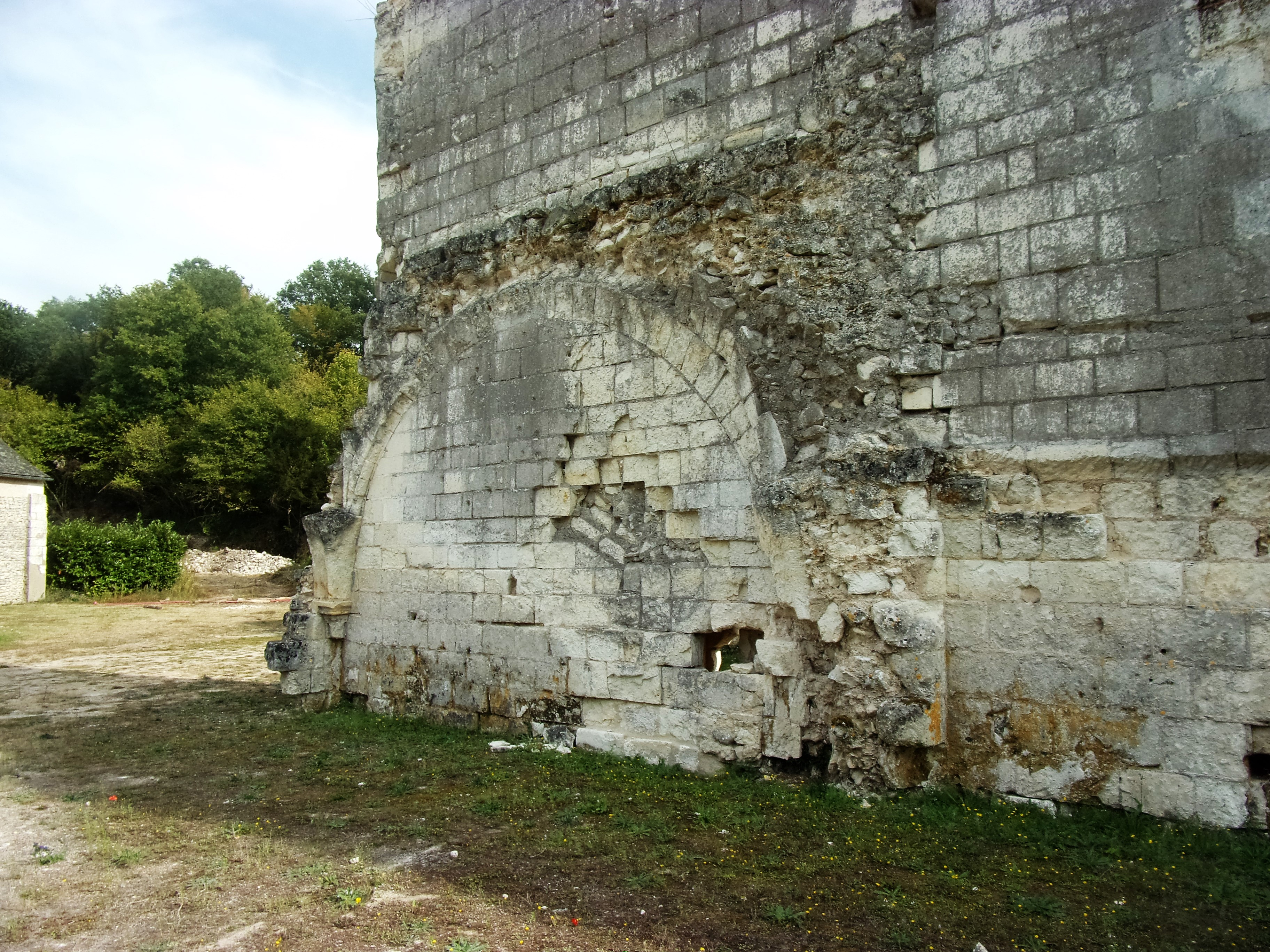
Vestige de la salle capitulaire : amorce d'arc sur le mur de la nef.

Le départ des religieux semble dater du mois de février 1791. Leur sort reste en partie inconnu, même s'il est avéré que certains sont déportés, d'autres emprisonnés et que l'un d'entre eux meurt au Liget vers cette époque.
Dès la fin de l'année 1790, certaines pièces, comme l'argenterie, sont envoyées à Tours. Le mobilier et le contenu de la bibliothèque sont mis sous scellés. La maison haute est achetée comme bien national le 19 août 1791 pour 25 300 livres par Louis-Ours-Victor-Philippe Potier, juge au tribunal de Loches et Jean Ondet, marchand de cette même ville, l'ensemble du mobilier ayant été mis aux enchères entre le 5 et le 21 juin.
Les bâtiments sont immédiatement transformés en carrière ; des entrepreneurs et des particuliers viennent s'y approvisionner en matériaux de démolition. Ce démembrement est toujours en cours lorsque Amans-Alexis Monteil visite le Lochois vers 1804 ou 1809,. Plusieurs bâtiments, pourtant récemment reconstruits ou dont les chantiers sont encore en cours, disparaissent totalement, comme l'ensemble composé du réfectoire des frères, de leurs cellules, de la cuisine surmontée de l'hôtellerie au nord de l'église ainsi que le petit cloître qui séparait les deux édifices — le mur gouttereau nord de la nef de l'église conserve, sur sa face extérieure, un grand arc brisé, vestige de la salle capitulaire qui formait l'aile orientale du petit cloître. La Corroirie est, pour sa part, vendue le 1er juin 1791 pour 700 livres à Martin Legrand ; malgré plusieurs changements de propriétaires, ses bâtiments échappent presque totalement à la destruction. La chapelle Saint-Jean du Liget, abandonnée dès le XVIe siècle et presque ruinée, ce qui apparaît sur des plans d'arpentage du XVIIe siècle, est également vendue.
Les terres du Liget sont vendues aux enchères entre janvier 1791 et fin 1792 et trouvent preneurs à des montants très supérieurs aux mises à prix initiales.

### Reconstitution du domaine et mesures de protection duXIXeauXXIesiècle

#### Rôle de la famille de Marsay

Blason de la famille de Marsay.

Les premières décennies du XIXe siècle sont marquées par des reventes successives du domaine. Pendant cette période, les bâtiments de la maison haute continuent à se dégrader. Le 6 août 1837, Côme-Edmond de Marsay, fils de Côme-Pierre de Marsay qui fut maire de Loches de 1826 à 1830, achète une partie de la chartreuse (cloître, pressoir et église). Il meurt en 1838. Le 13 décembre 1862, ses deux fils Édouard et Arthur ayant atteint leur majorité, le bien de la chartreuse est partagé. Après plusieurs transactions, Arthur de Marsay devient seul propriétaire de l'ensemble de la chartreuse et entreprend les premiers travaux de conservation du site. Au Liget, il acquiert des terres, cherche à reconstituer le « désert » des chartreux,. À sa mort en 1888, son deuxième fils, René de Marsay, hérite de la chartreuse et continue l'œuvre de son père. En 1899, il réussit à racheter la Corroirie mais il meurt en 1910 sans laisser d'enfant. Après la Première Guerre mondiale, les terres reviennent donc à Henri de Marsay, neveu de René, qui s'installe au Liget en juillet 1919 avec son épouse et poursuit la restauration des bâtiments. À sa mort, en 1975, la propriété du Liget couvre 700 hectares. Les terres sont alors partagées entre ses six filles, dont Anne-Marie et Germaine.
Au XXIe siècle, une partie de la chartreuse, dont la maison haute elle-même, appartient à la famille d'Anne-Marie Arnould née de Marsay. Une autre partie, comprenant la Corroirie, est la propriété de la famille de Germaine Boula de Mareüil née de Marsay. Les deux entités sont partiellement aménagées en gîtes ruraux. La chapelle Saint-Jean du Liget, pour sa part, est la propriété de la commune de Sennevières depuis 2007 ; cette cession par l'État — qui l'avait acquise en 1851 — intervient dans le cadre de la décentralisation culturelle.

#### Reconnaissance de la chartreuse comme monument historique
La chapelle Saint-Jean fait partie des monuments historiques classés par la liste de 1862. Pour ce qui concerne la Corroirie, la porte fortifiée, la chapelle et l'ancienne prison ont fait l'objet d'une inscription au titre des monuments historiques le 9 juillet 1926. De nombreux bâtiments ou constructions de la maison haute elle-même sont inscrits ou classés en 1972. En 2015, ce sont les parties non encore protégées des sites de la Corroirie et de la chartreuse qui sont finalement inscrites. Dès le 31 juillet 1947, la maison haute, la Corroirie et les terrains environnants sont inclus dans le périmètre d'un nouveau site classé dans le cadre de la loi du 2 mai 1930.
Quelques dates de l'histoire de la chartreuse du Liget.
■ Quelques dates de l'histoire de France et de la Touraine
■ Histoire politique et religieuse de la chartreuse - ■ Épisode de construction - ■ Épisode de destruction

## Description et architecture
La chartreuse du Liget, comme toutes les chartreuses, est composée de deux parties : une maison haute (ainsi nommée parce que les activités de prière qui s'y exercent la rapprochent symboliquement du Ciel), abritant notamment les cellules des pères chartreux qui vivent en ermites, et une maison basse, la Corroirie, vouée aux activités manuelles et agricoles, proches de la terre, où sont logés la plupart des frères convers vivant en communauté.
La chapelle Saint-Jean du Liget, isolée dans une clairière non loin de la maison haute et plus ancienne construction de tout l'ensemble, constitue un troisième élément qui fait la spécificité du Liget.

### Le monastère de la chartreuse ou maison haute

Vestiges de la maison haute au XXIe siècle.
Constructions médiévales
Constructions modernes

Plan schématique des bâtiments monastiques vers 1750,.

Les documents font défaut pour établir une histoire architecturale et topographique de la maison haute avant le XVIIIe siècle ; seule l'existence de certains bâtiments est attestée et leur emplacement indiqué. Grâce aux plans laissés par l'architecte tourangeau Jacquemin en 1787, il est cependant possible de restituer les bâtiments qui formaient la maison haute juste avant les travaux de 1787. Elle comprenait deux cours. La cour extérieure était flanquée de longs bâtiments, four à pain, forge et divers autres ateliers. La cour intérieure renfermait les principaux bâtiments monastiques, bibliothèque, cuisine surmontée de l'hôtellerie, petit cloître cerné de corps de bâtiments dont le réfectoire, la salle capitulaire et de l'église. Il ne subsiste du mobilier du réfectoire, dans lequel avait lieu le repas dominical de toute la communauté monastique réunie, qu'une de ses tables en bois, exposée dans le grand cloître. La cuisine, indépendante, ne se signale plus que par un escalier descendant à une cave disparue, dans la cour de la chartreuse. Derrière l'église se déployait le grand cloître qui renfermait le cimetière. Les dix-huit cellules individuelles des pères donnaient sur ce cloître. Chacune des cellules était complètement indépendante. Elle consistait en un pavillon à étage, prolongé d'un jardinet selon un plan d'ensemble commun, à quelques détails près, à l'ensemble des chartreuses. La seule construction « rescapée » de l'abbaye médiévale est l'église, ce qui explique son orientation différente de celle des autres bâtiments, datant du XVIIe siècle ou postérieurs. L'église observe une orientation est-nord-est—ouest-sud-ouest et les édifices disparus du monastère médiéval devaient être alignés sur l'un de ses axes, alors que les bâtiments modernes sont sensiblement parallèles ou perpendiculaires à l'allée venant de l'entrée principale, orientée nord-ouest-sud-est.

#### Enceinte et portail
La clôture de l'espace protégé de la chartreuse est constituée de hauts murs. Elle est extérieurement doublée de douves de part et d'autre de l'entrée. À chacun des angles est érigée une échauguette ronde en encorbellement. Sur la courtine est, au plus près du coin nord-est du cloître se trouve une tour de guet de plan carré plus élaborée. Ces mesures de défense et protection sont édifiées à la suite des guerres de Religion durant lesquelles le monastère est pillé et dévasté plusieurs fois.
Le portail d'entrée monumental est percé dans le mur nord de l'enceinte extérieure de la chartreuse. Datant de la première moitié du XVIIIe siècle et peut-être dû à l'architecte tourangeau Pierre Meusnier (1702-1781),, il se compose d'une large porte charretière complétée par deux portes piétonnes. La porte principale est surmontée d'un tympan orné d'un bas-relief représentant côté extérieur saint Bruno (fondateur de l'ordre cartusien) en prière et côté intérieur saint Jean Baptiste sous le patronage duquel était placé le monastère. Côté extérieur, le portail arbore également les armes de la famille de Marsay, signe d'une modification intervenue après 1837, année où Côme de Marsay achète la chartreuse, et antérieure à 1860, puisqu'il est déjà représenté dans La Touraine, histoire et monuments de Jean-Jacques Bourassé, paru cette année-là. Le portail a d'ailleurs été restauré à plusieurs reprises depuis sa construction.
Une seconde enceinte, dont la porte est flanquée de deux pavillons symétriques (porterie et cuisine des femmes), enserre l'espace réservé aux communs et aux ateliers ; il date lui aussi de la première moitié du XVIIIe siècle.
Un dernier mur bas rythmé de pilastres, plus moderne (XIXe siècle), délimite, avec une partie des bâtiments et des terrasses, une cour intérieure de plus petites dimensions qui abrite les principaux bâtiments monastiques.

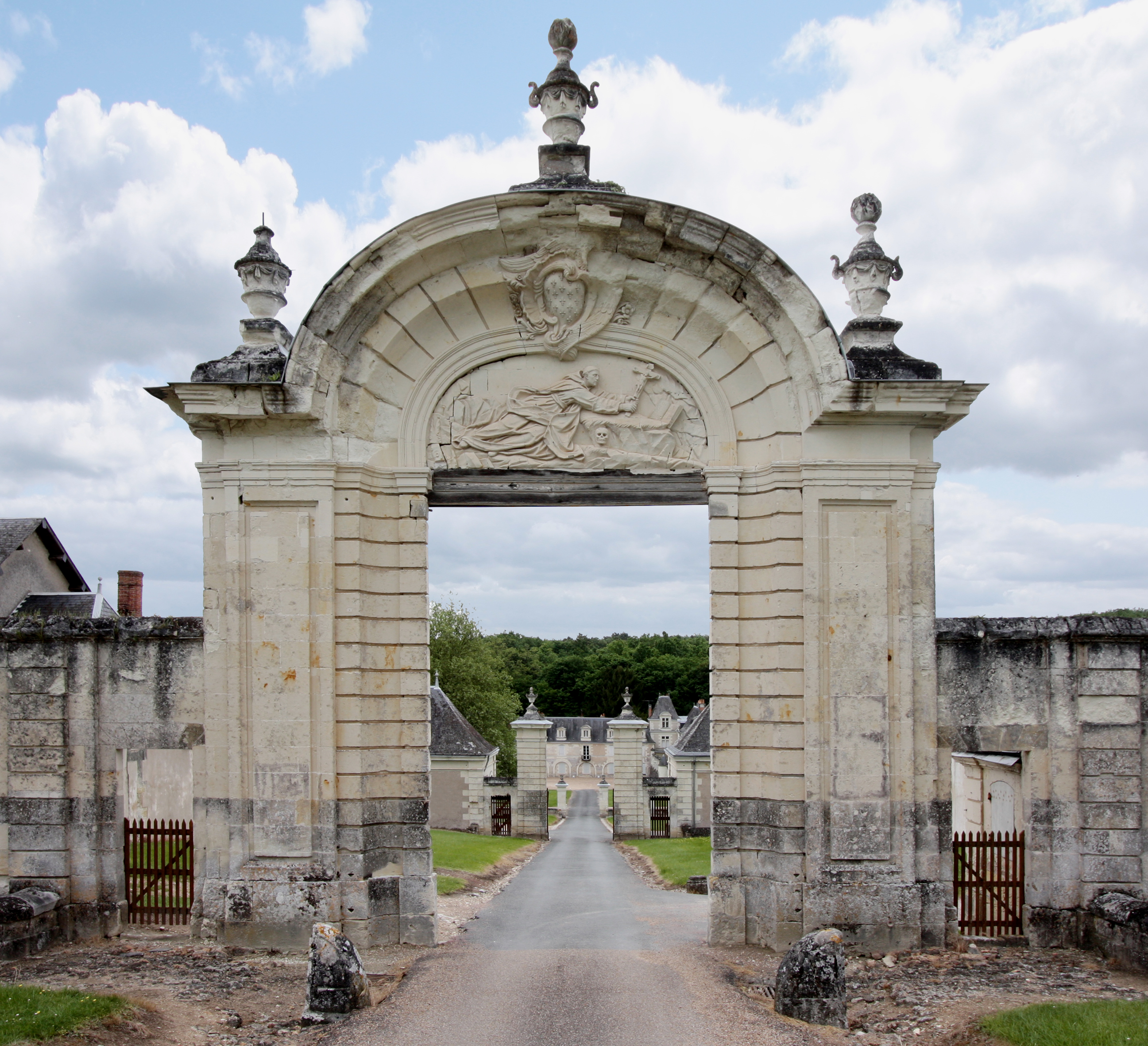
Portail monumental de la chartreuse du Liget.
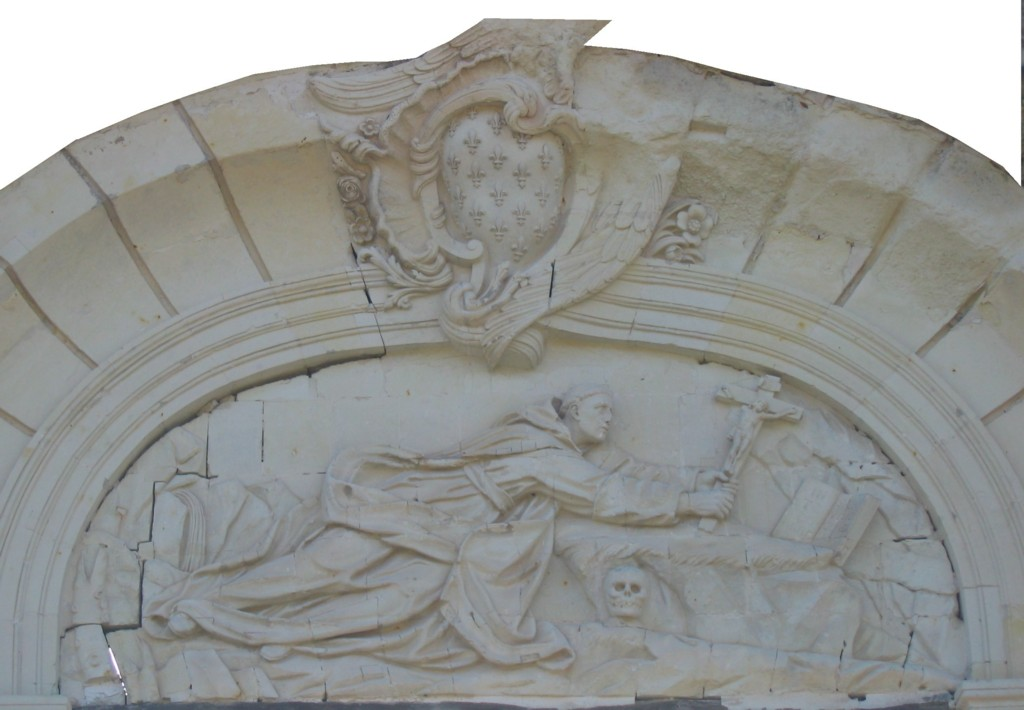
Saint Bruno en prière (tympan de l'entrée de la chartreuse, face nord).
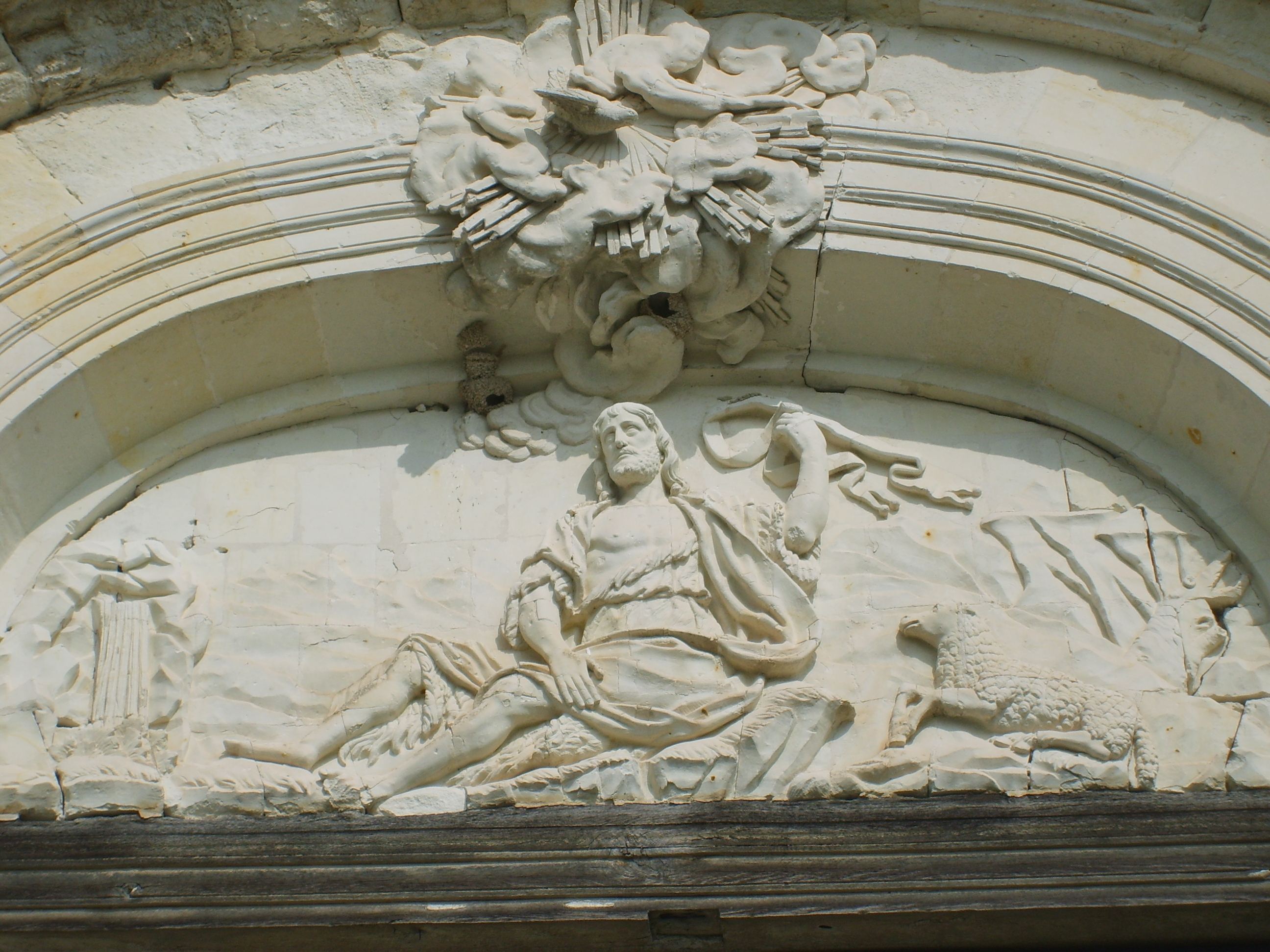
Saint Jean-Baptiste (tympan de l'entrée de la chartreuse, face sud).
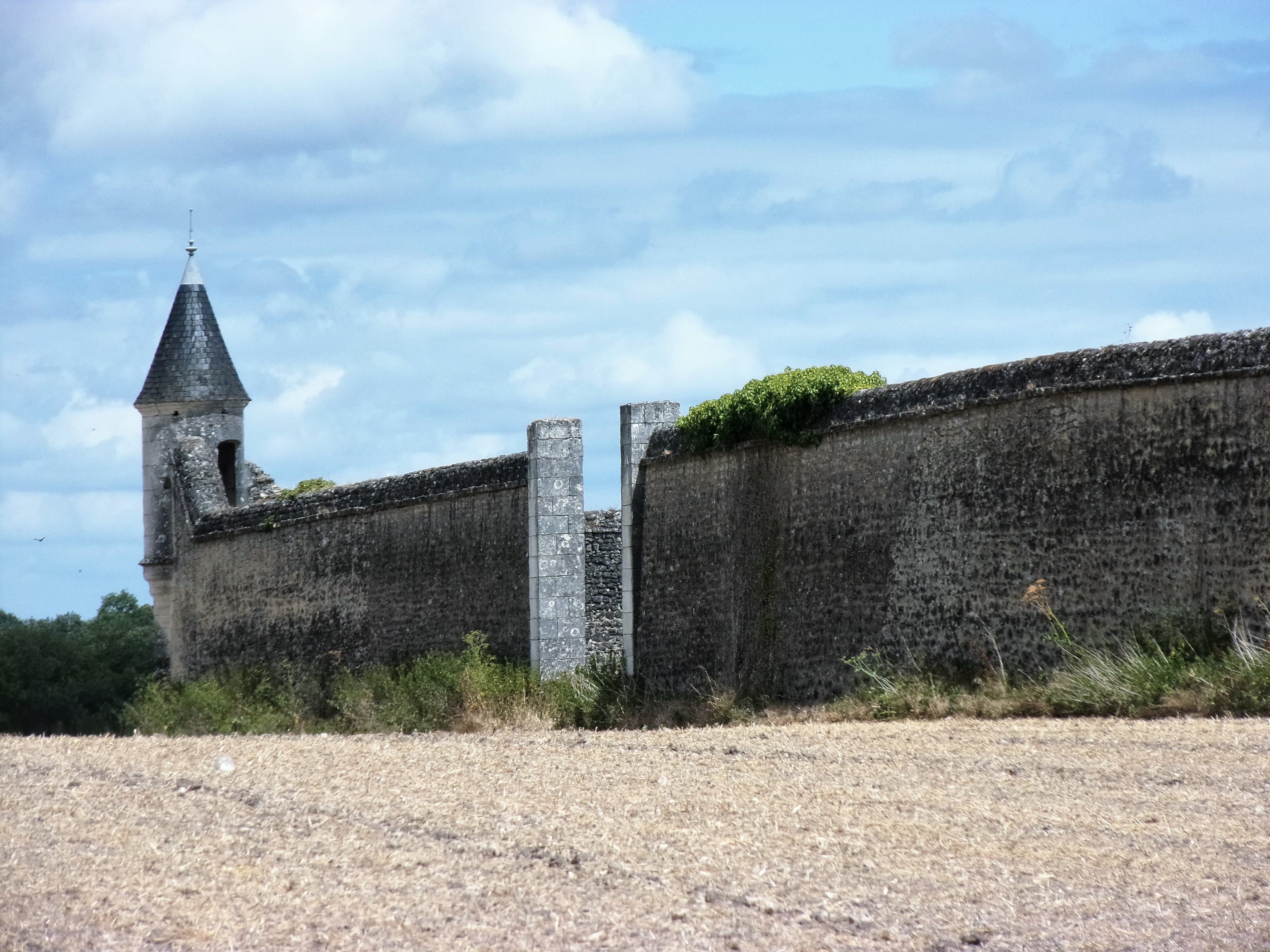
Partie nord-est de l'enceinte extérieure.
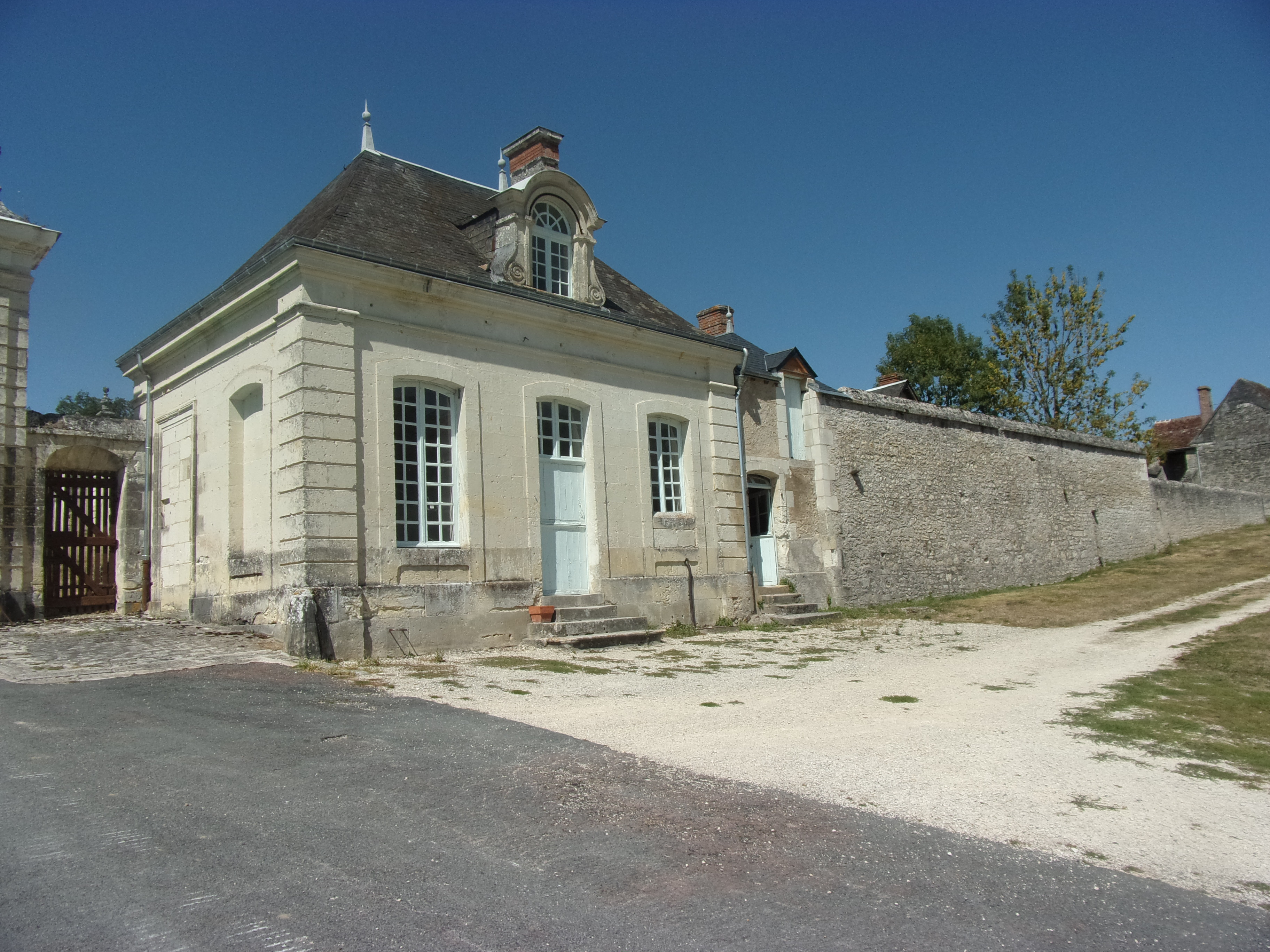
Pavillon de la porterie.
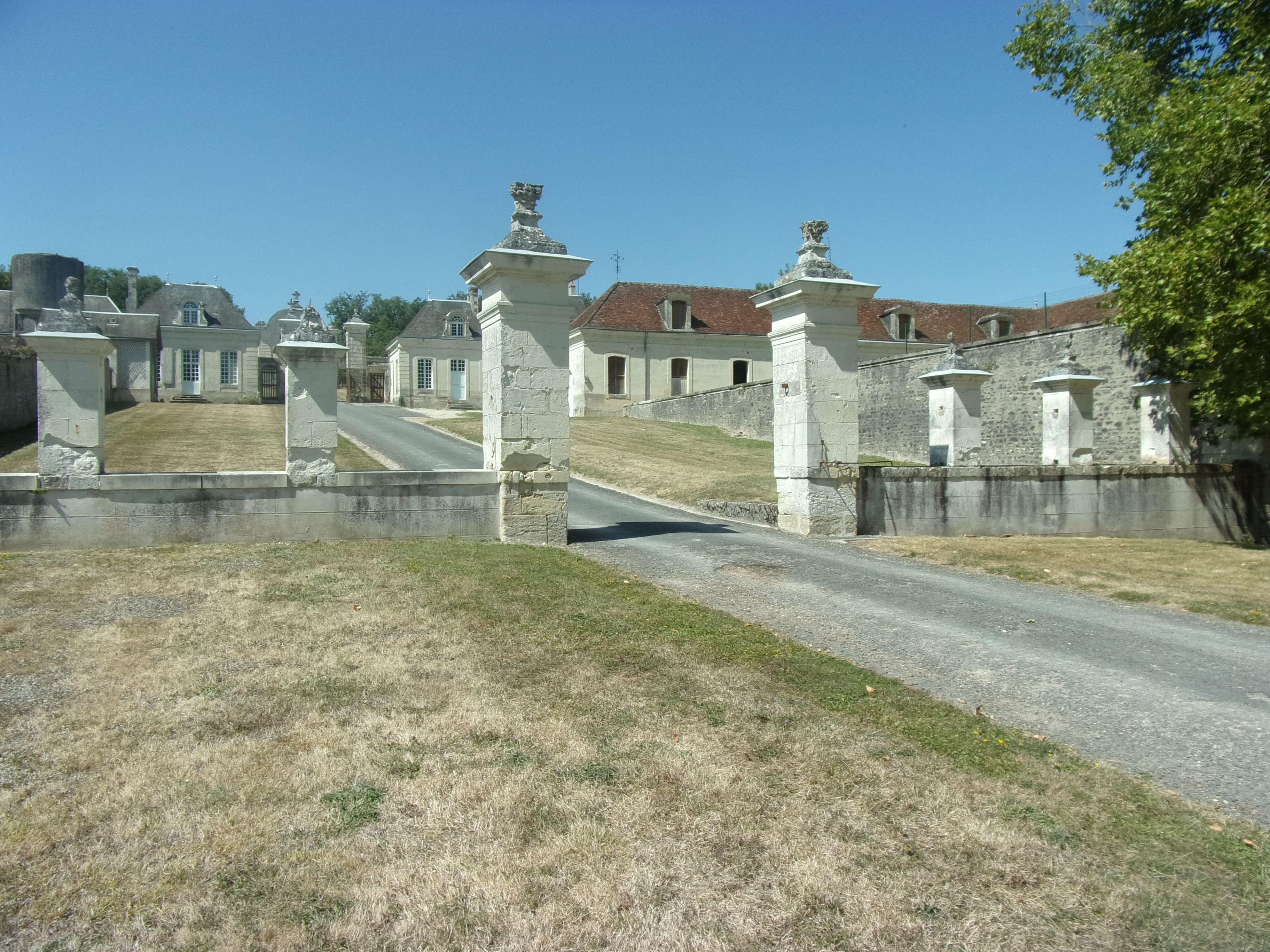
Enceinte de la cour intérieure.

#### Église abbatiale

Plan schématique des vestiges de l'église abbatiale au XXIe siècle.

Les vestiges de cet édifice consacré à Notre-Dame et Saint-Jean-Baptiste sont les seuls datés de la première phase de construction de la chartreuse. Ils occupent le fond du vallon. L'église comporte à l'origine une nef de deux travées et un chœur composé d'une travée barlongue prolongée par une abside semi-circulaire ou polygonale, l'absence de vestiges suffisants ne permettant pas de trancher ce point. Les murs de la nef peuvent avoir été édifiés vers 1180-1190, mais ils sont intérieurement épaissis pour supporter le poids d'une voûte dont la construction n'est pas antérieure à 1215 ; à la même époque, l'augmentation de la taille des deux contreforts qui contrebutent le mur gouttereau sud répond à la même exigence, alors que ceux du mur nord restent inchangés.
Il ne subsiste de cette église que les murs de la nef qui mesure 27 × 8 m, dont la base est enfouie sous environ 1,5 m de remblais, du moins extérieurement,, ainsi que l'amorce du chœur. Les voûtes caractéristiques du style gothique de l'Ouest n'ont conservé que leur départ reposant sur des consoles non ornementées sur les murs de la nef — certaines consoles fortement historiées résultent d'une reprise au XVIIIe siècle. Cette disposition, courante dans les édifices cartusiens, permet de dégager tout l'espace intérieur en s'affranchissant de la présence de colonnes. La hauteur sous voûtes de l'église dépasse certainement 10 m. Dans les murs gouttereaux sont encastrées des poteries acoustiques destinées à améliorer la sonorité à l'intérieur de l'église,. Ces murs sont intérieurement recouverts d'un enduit en trompe-l'œil simulant les joints d'un appareil de maçonnerie. Le dallage du sol était constitué de petits carreaux émaillés. La nef est éclairée par deux hautes baies en plein cintre de chaque côté ; ce sont trois baies qui sont percées dans le chœur. Les inventaires faits au moment de la Révolution ne font pas état de vitraux garnissant les baies de l'église ; elles étaient probablement munies de simples verrières.
Le portail percé dans la façade occidentale est en plein cintre, encadré de deux colonnettes à chapiteaux qui supportent une double tore soulignant la voussure de l'arc. Deux autres portes, s'ouvrant primitivement dans le petit cloître, sont ménagées dans le mur gouttereau nord ; un escalier ménagé dans l'épaisseur de ce même mur est accessible de l'intérieur de l'église, au niveau du chœur, donnant accès à une structure disparue (clocher de l'église ou étage du petit cloître).
Devant le portail, un escalier permet d'accéder au niveau du sol de l'église. La façade porte les arrachements d'un corps de bâtiment à deux travées, appuyé contre elle et qui oblitère certaines de ses structures. Construit dans un second temps, peut-être au XIIIe siècle, il s'agit d'un narthex qui précède la nef tout en protégeant le portail.
Le clocher probablement construit au-dessus du chœur et l'abside qui fermait le chevet ont disparu — le plan dressé en 1787 montrait encore cette dernière —, ainsi que la sacristie attenante au flanc sud de l'église.
La sobriété générale de l'architecture et du décor de l'église s'accordent bien avec l'austérité cartusienne.

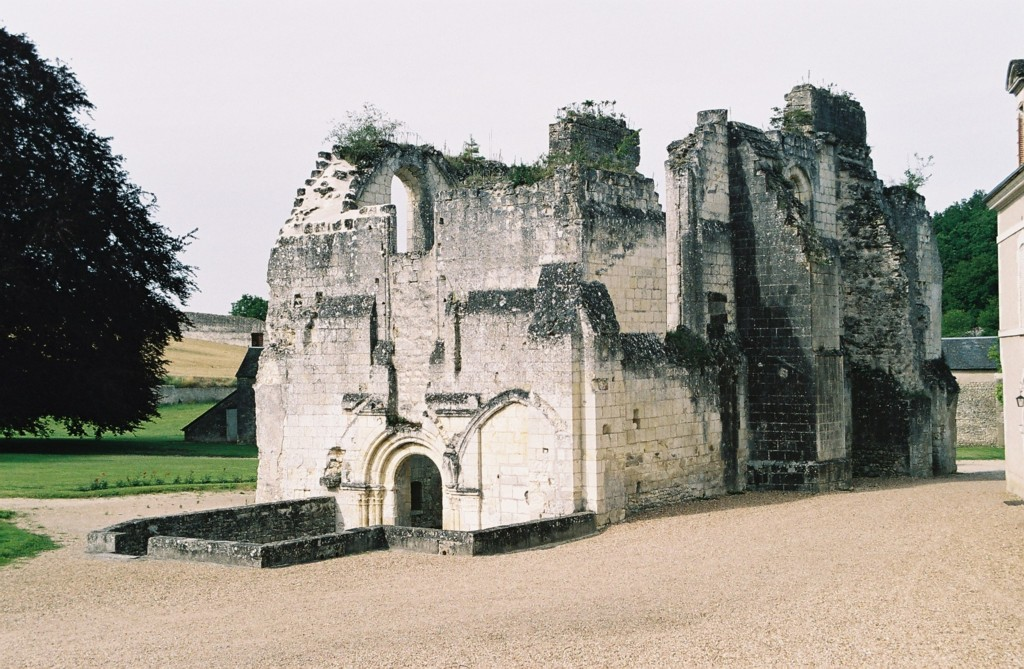
Vue générale extérieure.
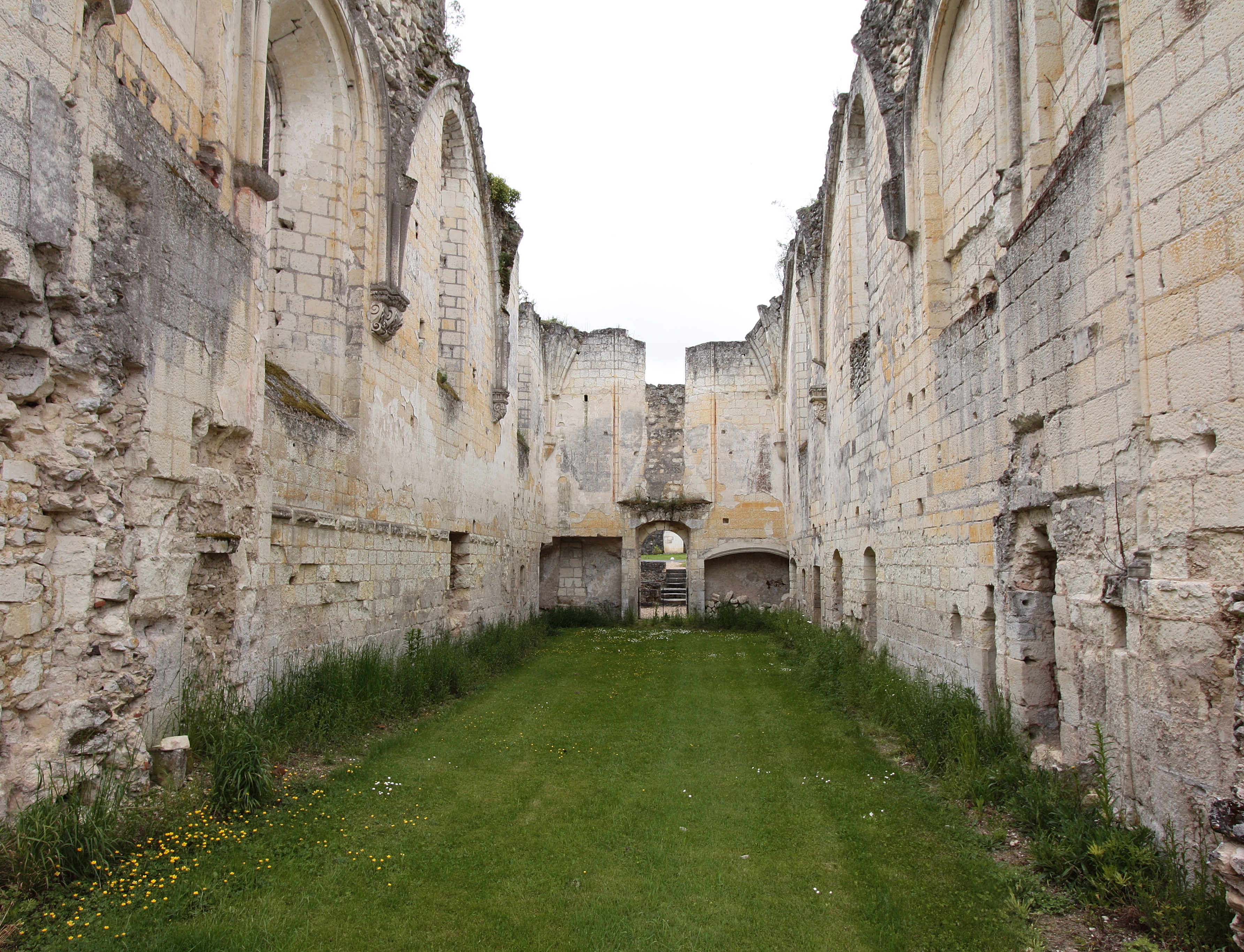
Intérieur de la nef.
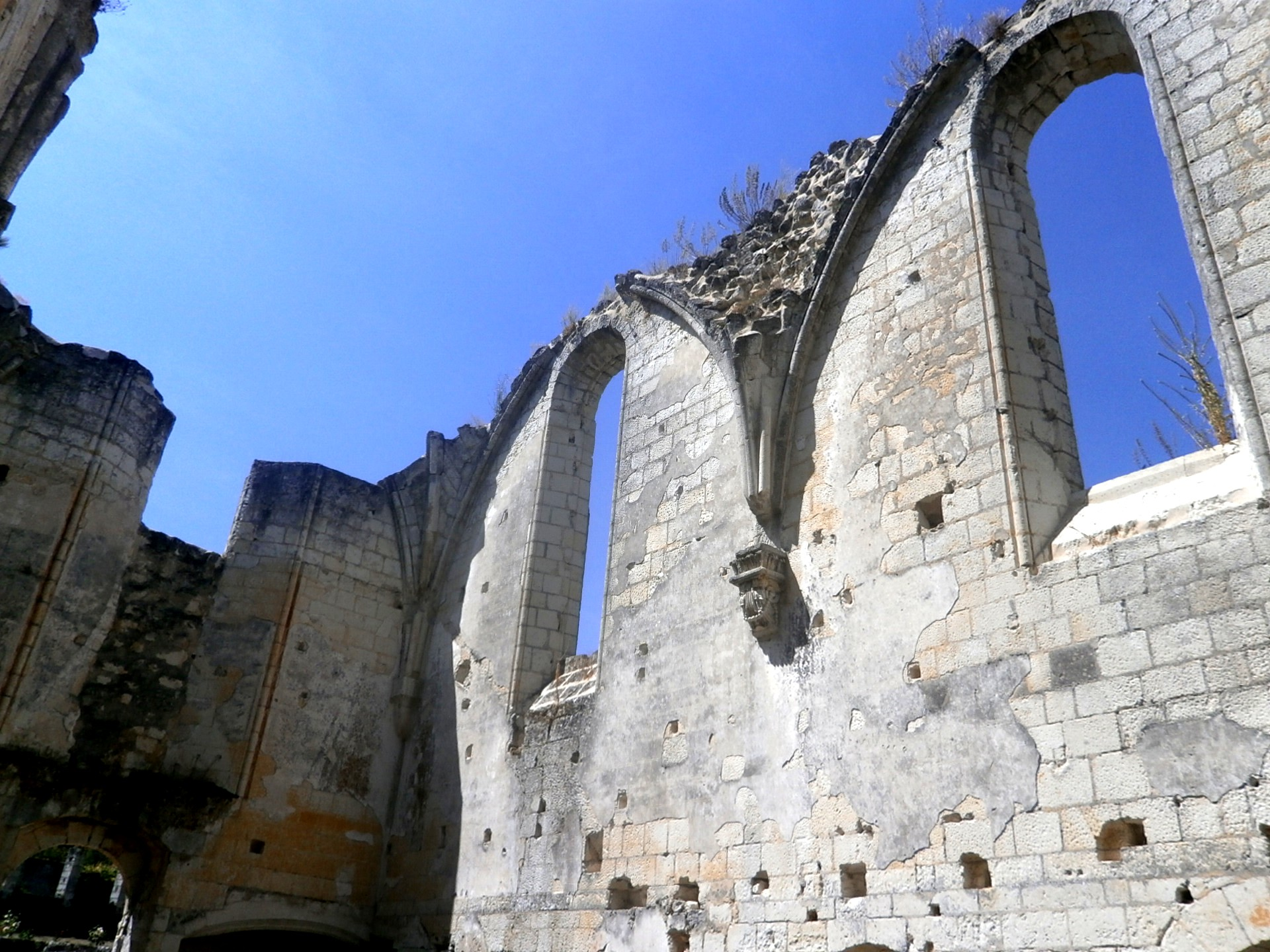
Départ des voûtes ; les consoles sont modernes.
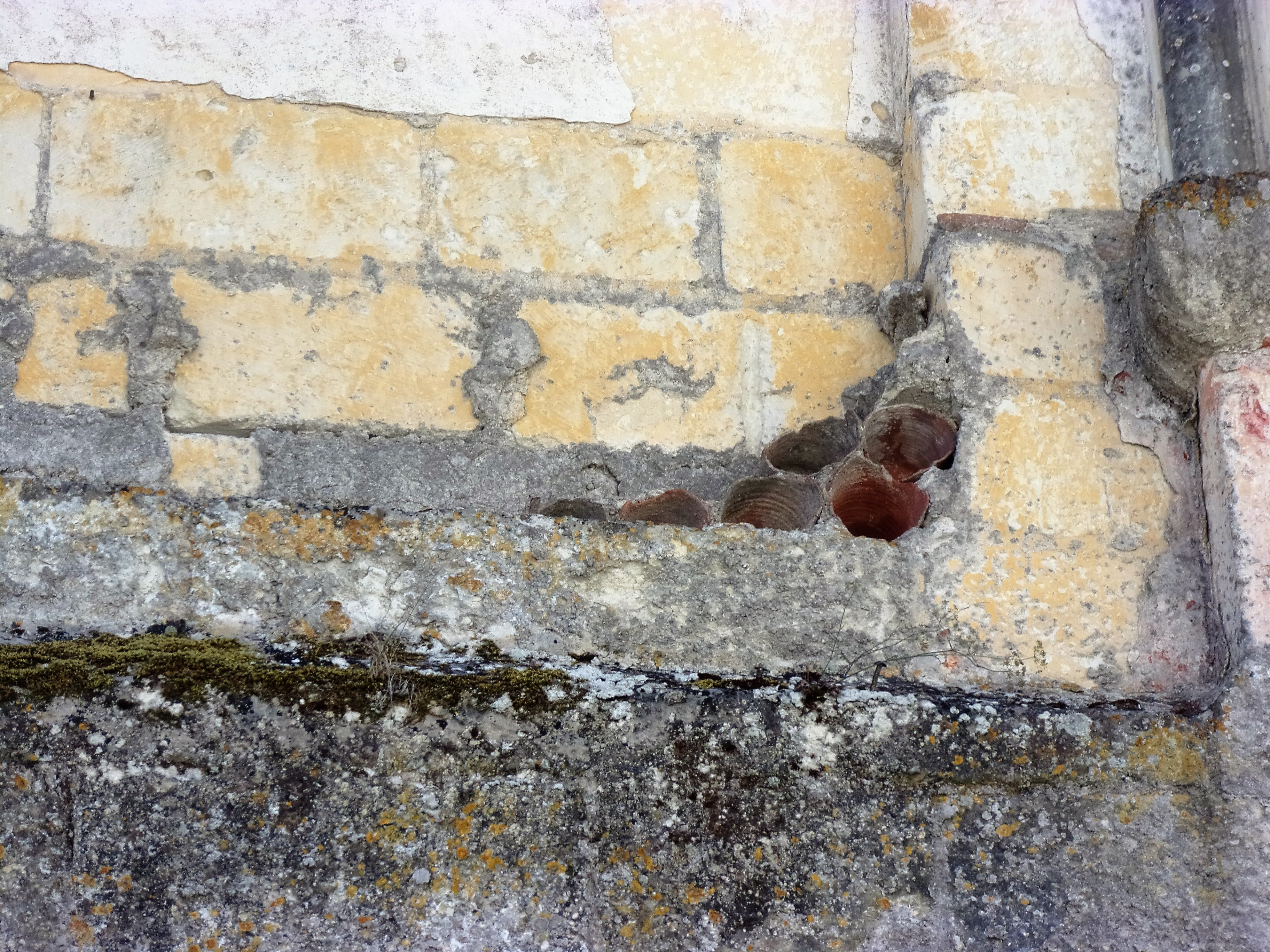
Poteries acoustiques.
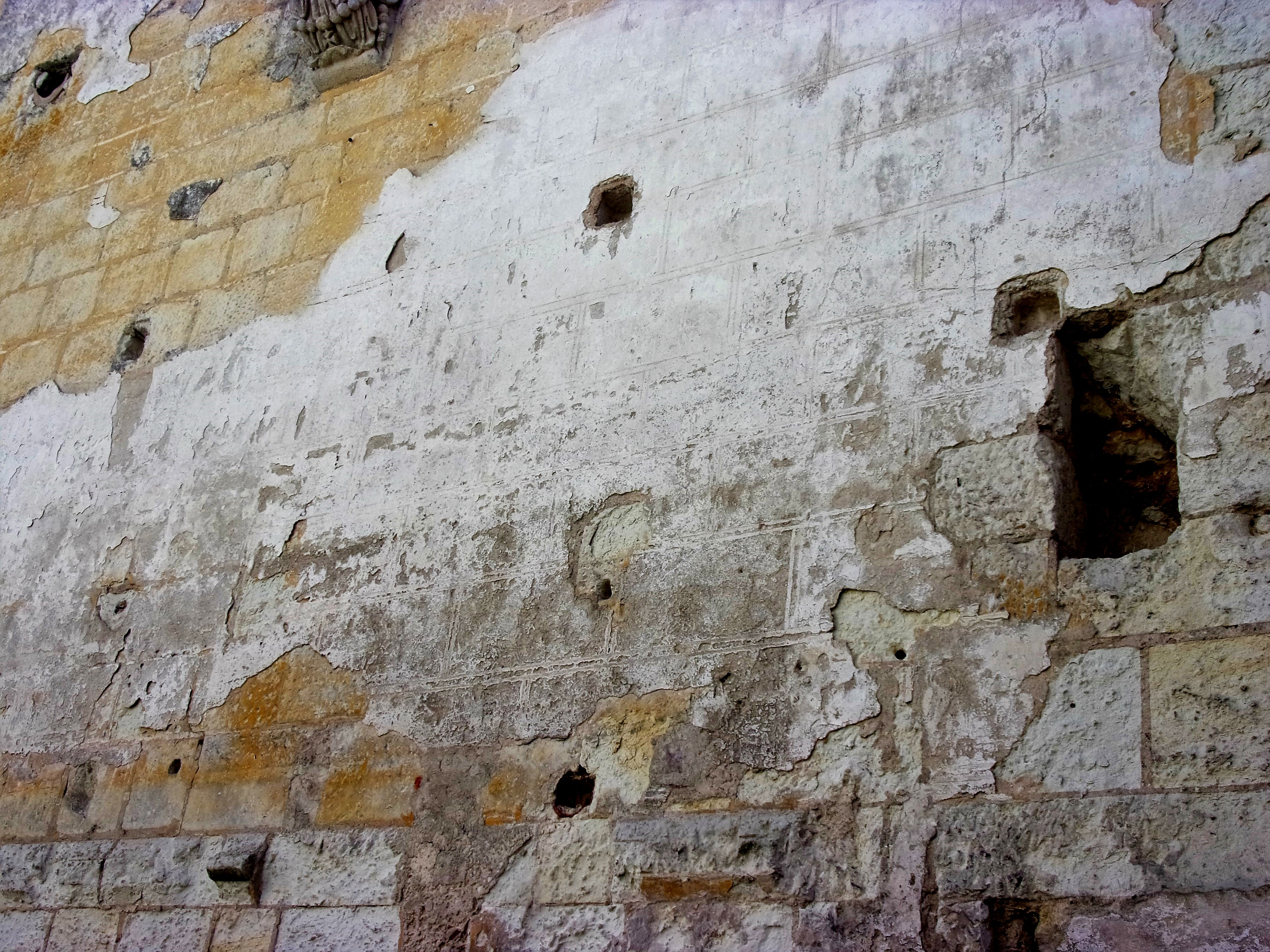
Enduit sur le mur intérieur de la nef.
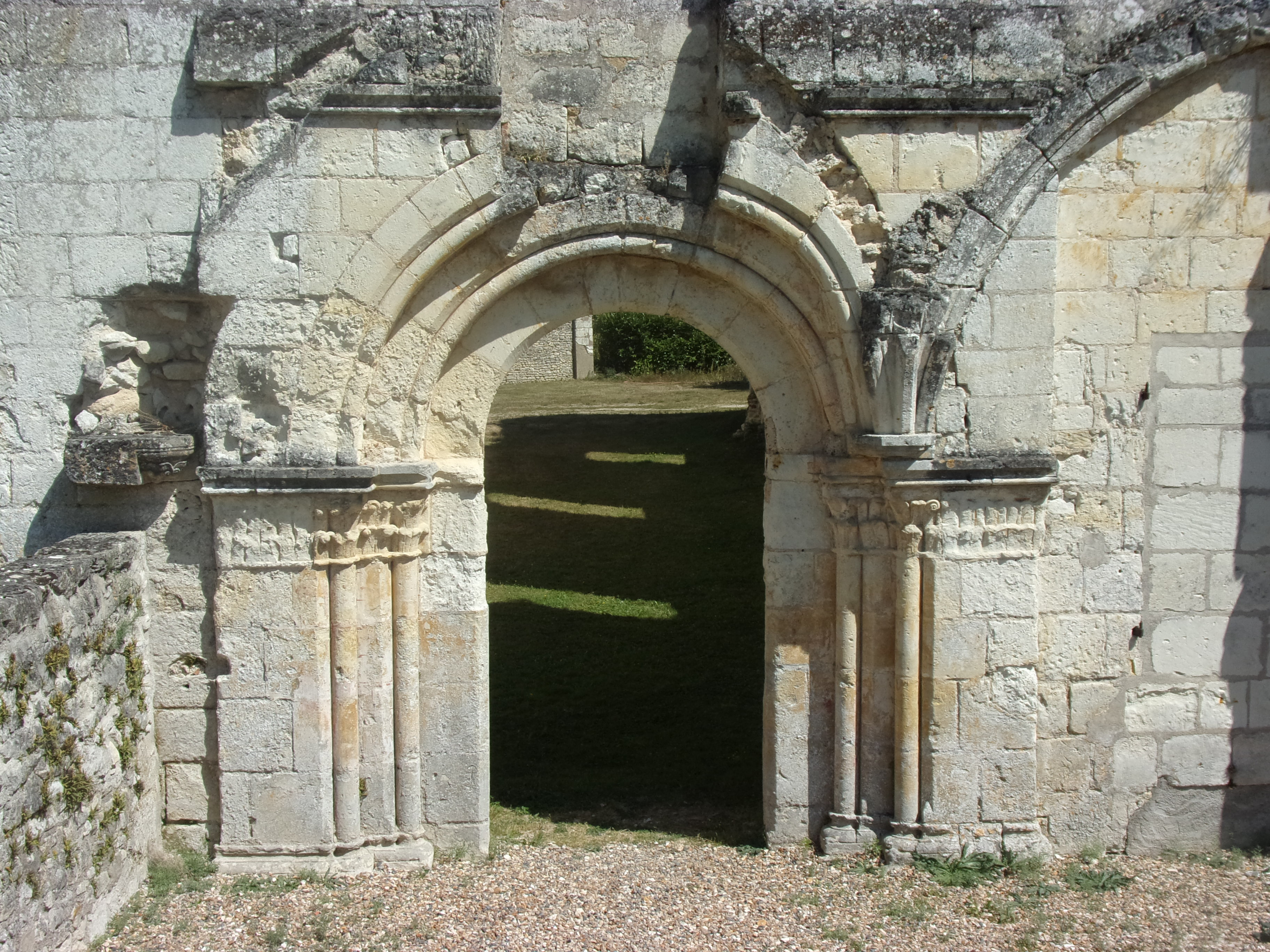
Portail principal.

#### Grand cloître
Le grand cloître rectangulaire et mesurant 114 × 39 m — élément architectural caractéristique des monastères chartreux et qui ici abritait le cimetière des chartreux —, dont la reconstruction avait débuté moins de deux ans avant le début de la Révolution française, est fort endommagé. Seules subsistent son aile ouest avec sa galerie voûtée large de 3,5 m ; l'enduit qui aurait dû recouvrir les voûtes n'a toutefois jamais été appliqué et les deux arcades nord sont murées par une construction récente. Les consoles supportant les voûtes en brique des ailes nord et sud témoignent de l'inachèvement des travaux : certaines de ces consoles sont sculptées alors que d'autres sont brutes. Dans les murs du grand cloître sont encore visibles plusieurs guichets de formes différentes, permettant le service des repas pris en cellule par les pères ermites ; ils donnaient sur les cellules bâties à l'extérieur du cloître, sur son pourtour, disparues elles aussi. Ces cellules à étage, pourvues d'un jardin, étaient reliées entre elles par une coursive supérieure autour de l'enceinte du cloître aboutissant à la cellule du prieur, à l'angle nord-ouest du cloître ; elles étaient individuellement alimentées en eau par un système de canalisations souterraines. La galerie du cloître repose primitivement, sur chacun de ses grands côtés, sur 38 arcades de maçonnerie de brique prenant appui sur des consoles en pierre de taille à des degrés divers de finition.

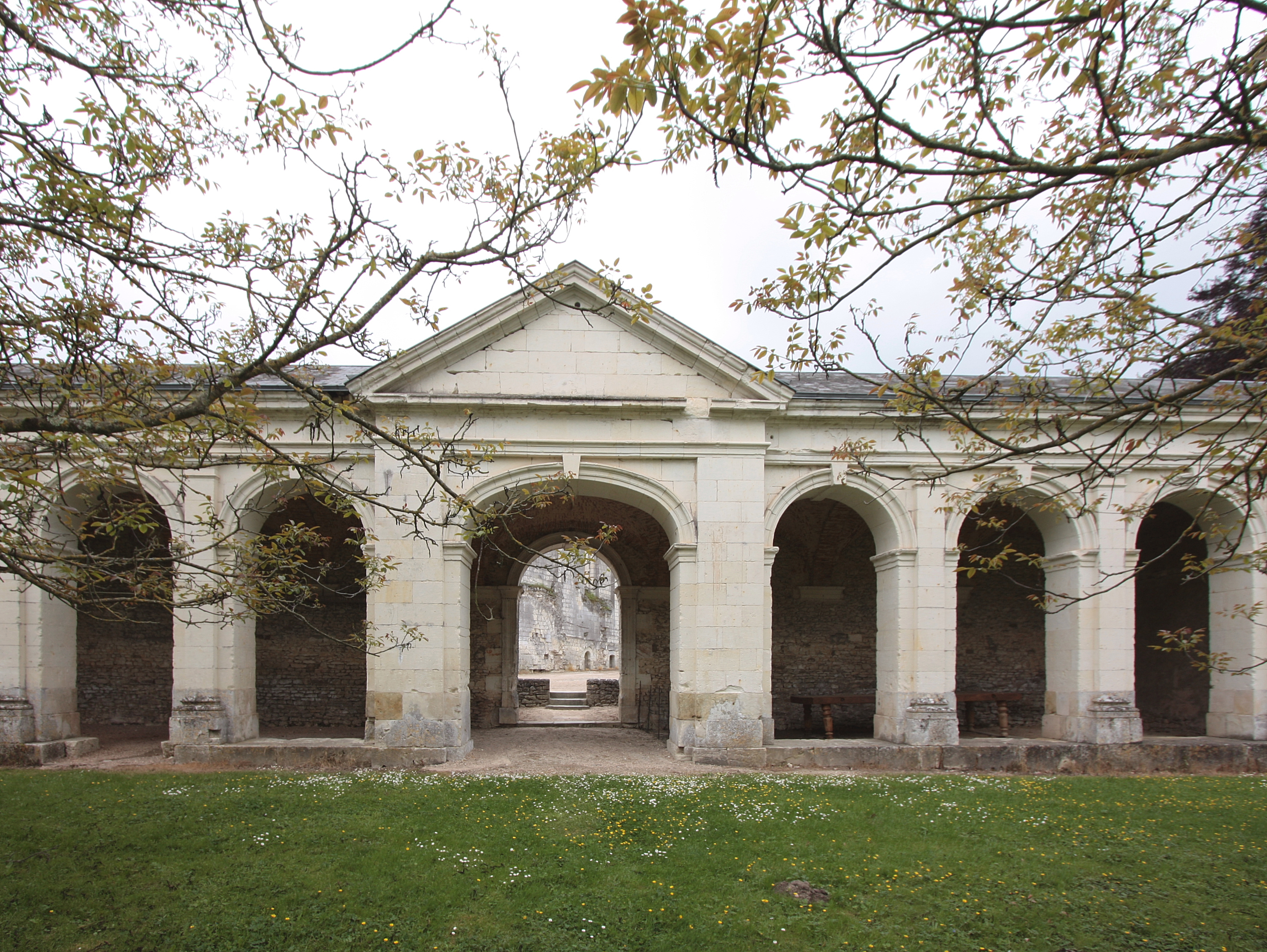
Aile ouest (vue intérieure).
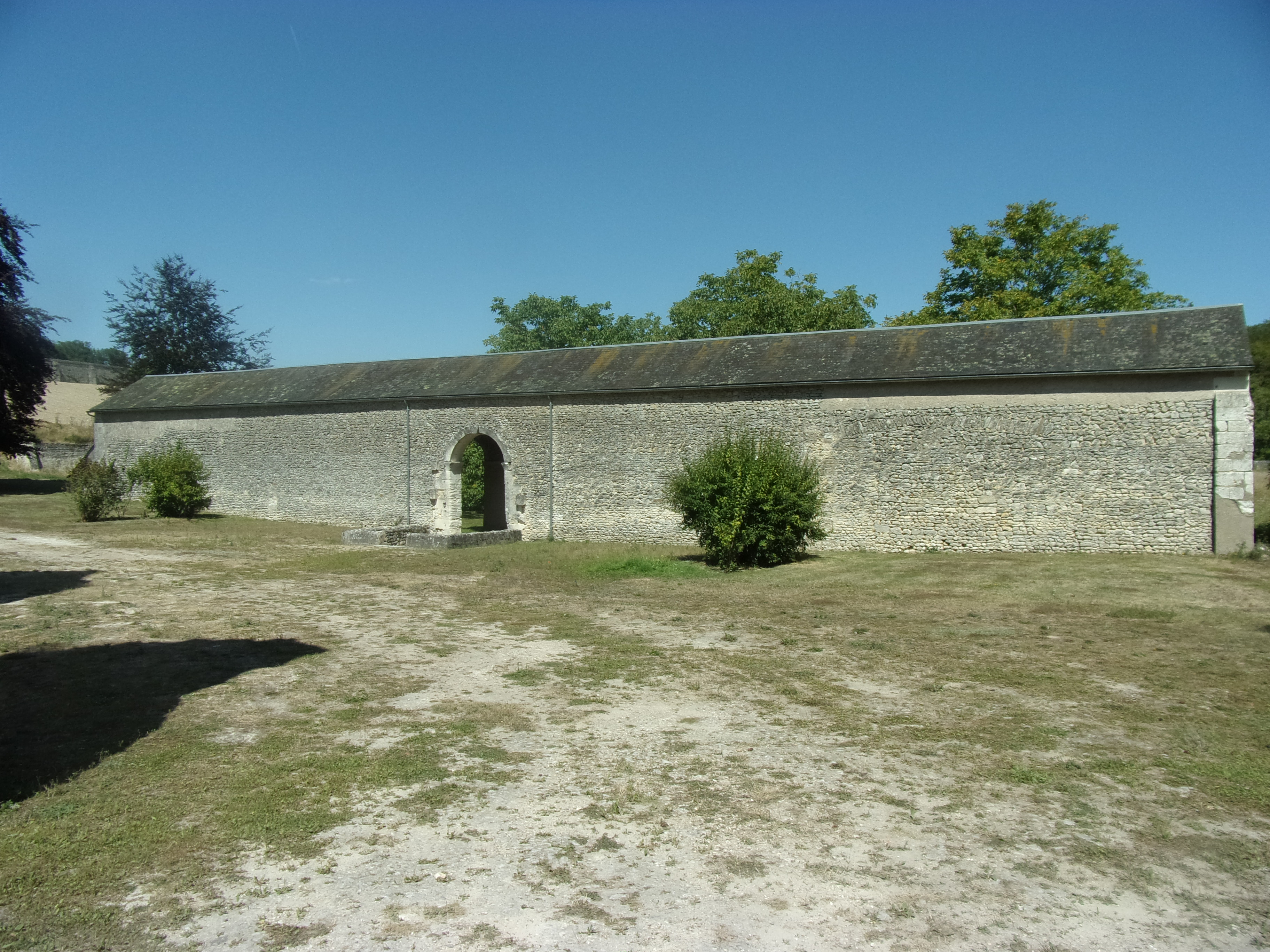
Aile ouest (vue extérieure).
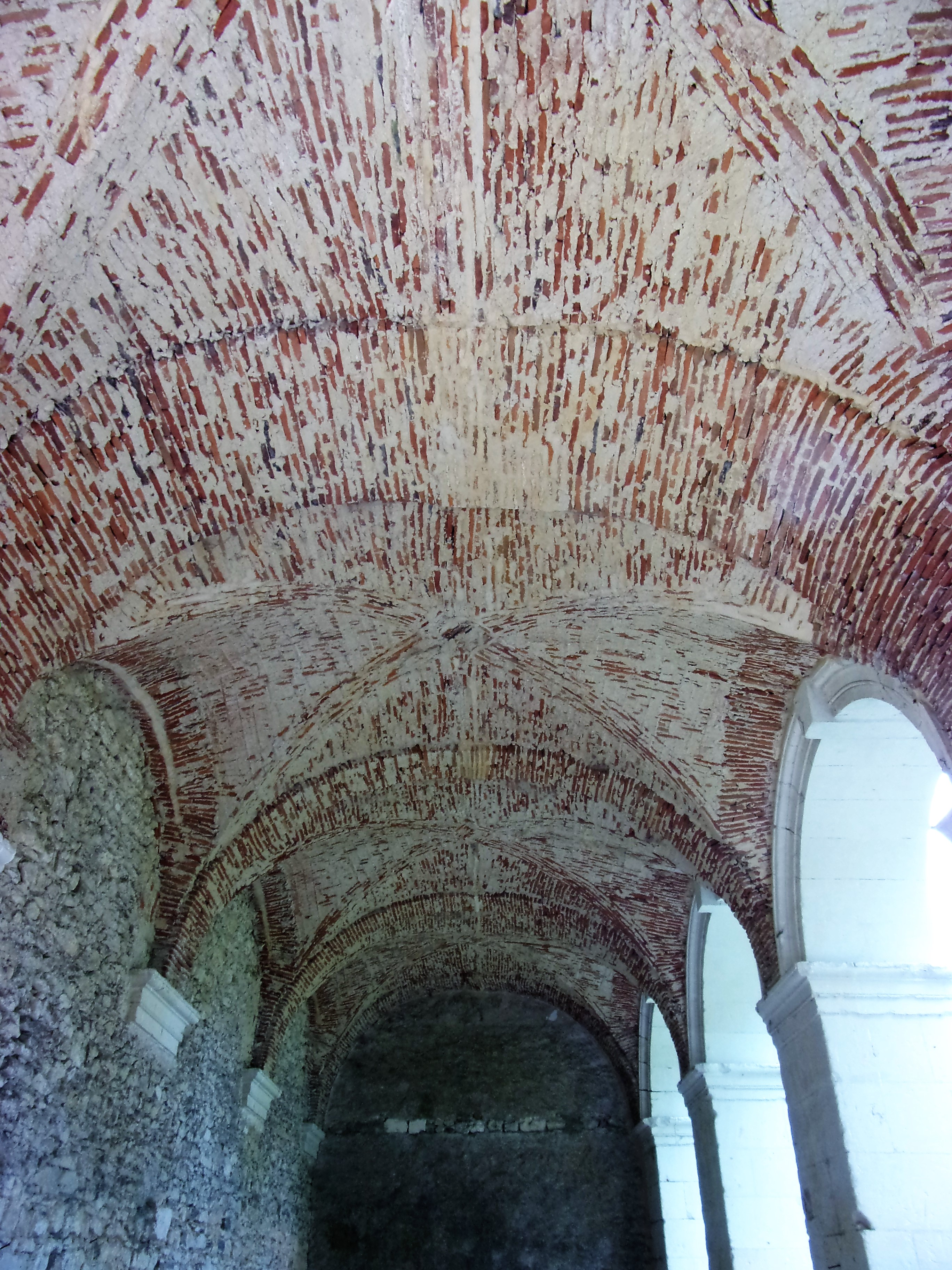
Voûtes de l'aile ouest.
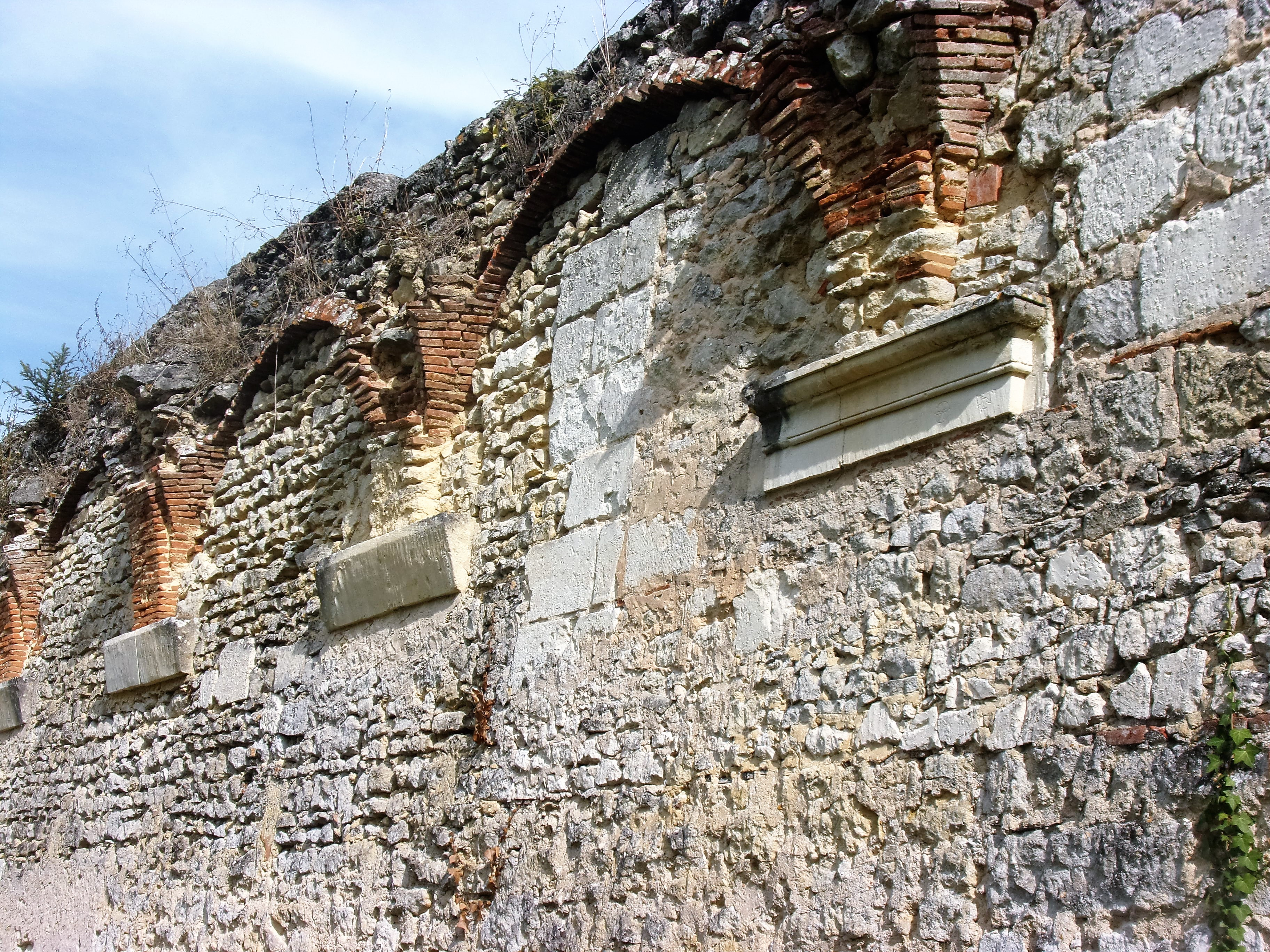
Aile sud et ses consoles inégalement achevées (vue intérieure).
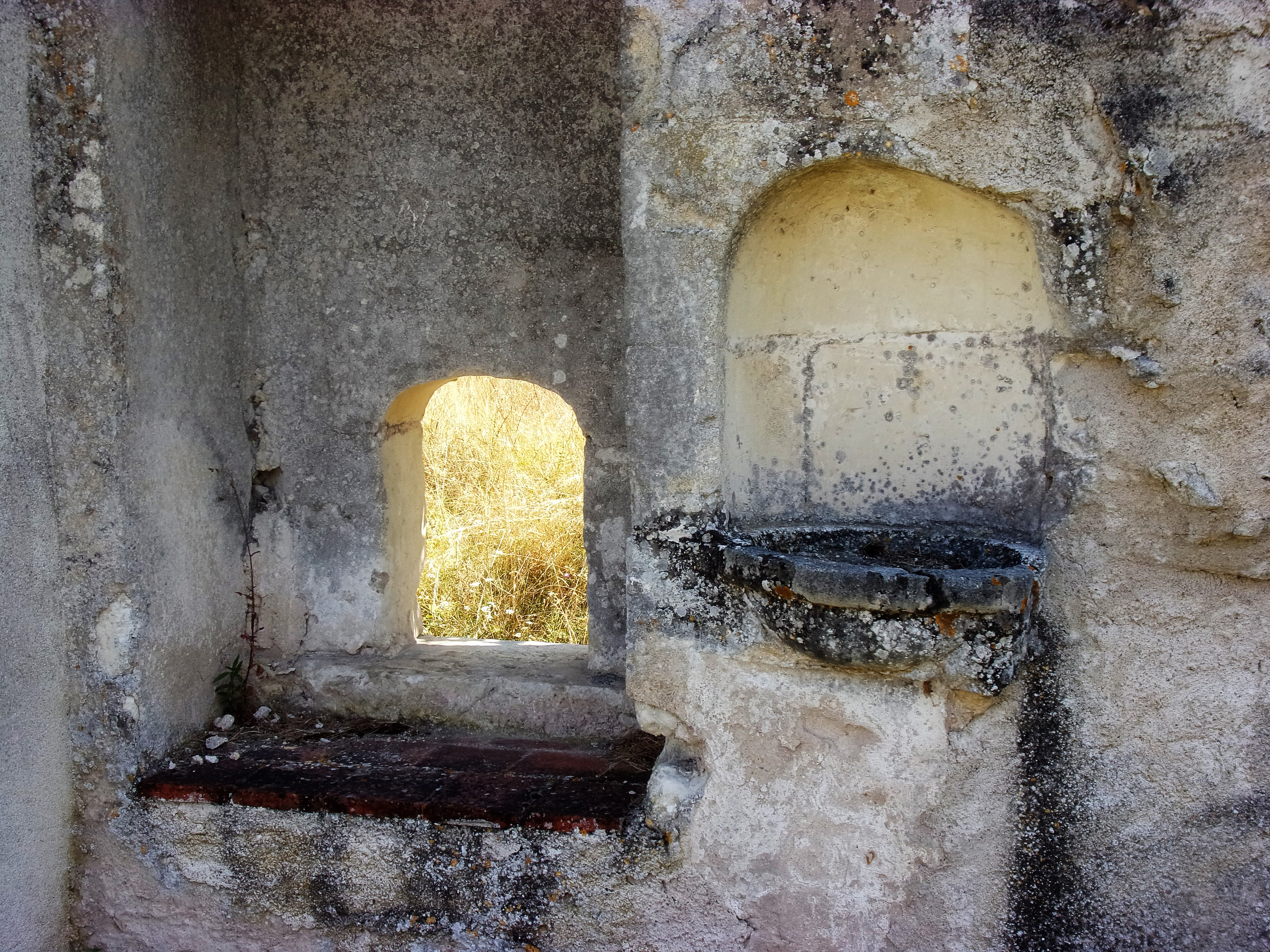
Passe-plat et lavabo d'une cellule.
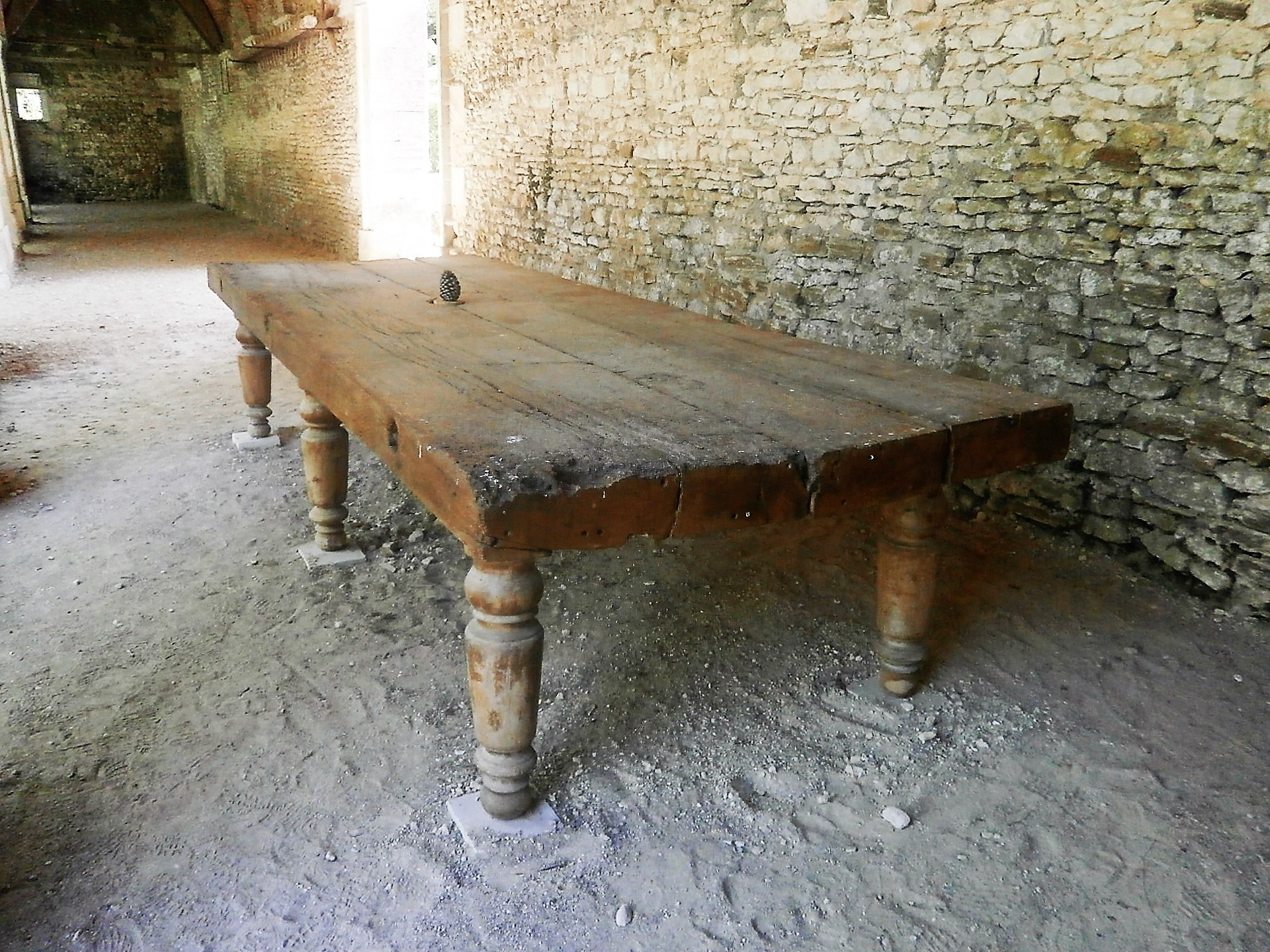
Table en bois du réfectoire, déposée dans le cloître.

#### Autres bâtiments et constructions
Une chapelle, au nord du cloître, est aménagée au XIXe siècle par la famille de Marsay dans la pièce servant initialement au stockage des archives de la chartreuse. Dans l'un de ses murs est scellée une plaque en pierre dédicatoire à Hippolyte de Béthune, protecteur de la chartreuse et qui porte son blason. Cette plaque datée de 1654 provient de fouilles effectuées au nord de l'église. Une autre plaque provient certainement d'un reliquaire ou d'une chapelle aménagés en 1657 par l'archevêque de Tours Victor Le Bouthillier. À l'entrée de la chapelle est déposée la première pierre des travaux de reconstruction de la chartreuse, datée du 6 septembre 1787 et qui avait été dans un premier temps enchâssée dans un mur du grand cloître. Les vitraux de la chapelle moderne portent la signature du Tourangeau Lucien-Léopold Lobin. L'ancienne chapelle et la bibliothèque, attenantes, sont détruites.
Le ruisseau du Liget, venant de la forêt de Loches et passant près de la chapelle Saint-Jean, se jette dans le ruisseau d'Aubigny au niveau de la Corroirie. Au passage, il traverse en sous-sol la maison haute dont il irriguait les jardins et où il alimentait plusieurs bassins dont l'ancien vivier du monastère. Le poisson (de rivière à 60 % et de mer à 40 %) représente d'ailleurs, vers le milieu du XVIIIe siècle, la presque totalité de l'alimentation carnée des chartreux du Liget qui ne consomment pas de viande, celle de la loutre exceptée car cet animal aquatique est considéré comme un « poisson » du point de vue alimentaire,.
Non loin de l'entrée, à l'ouest de l'allée d'accès, se trouve une fontaine en pierre, peut-être Renaissance, en forme de tonneau. À l'est de cette même allée sur une terrasse, un ensemble de bâtiments constituant les communs et les ateliers de l'abbaye sont toujours présents, bien que remaniés dans leur architecture et leurs ouvertures.
Le bâtiment destiné à l'origine au logement des domestiques est situé au fond du vallon près de l'église. Il sert dans un second temps à héberger certains chartreux ou des hôtes venus y faire retraite dans des cellules aménagées au premier étage, tandis que le rez-de-chaussée abrite les écuries. Devenu logis principal, il est reconstruit au XVIIe siècle et prolongé par deux pavillons d'angle aux XIXe et XXe siècles.

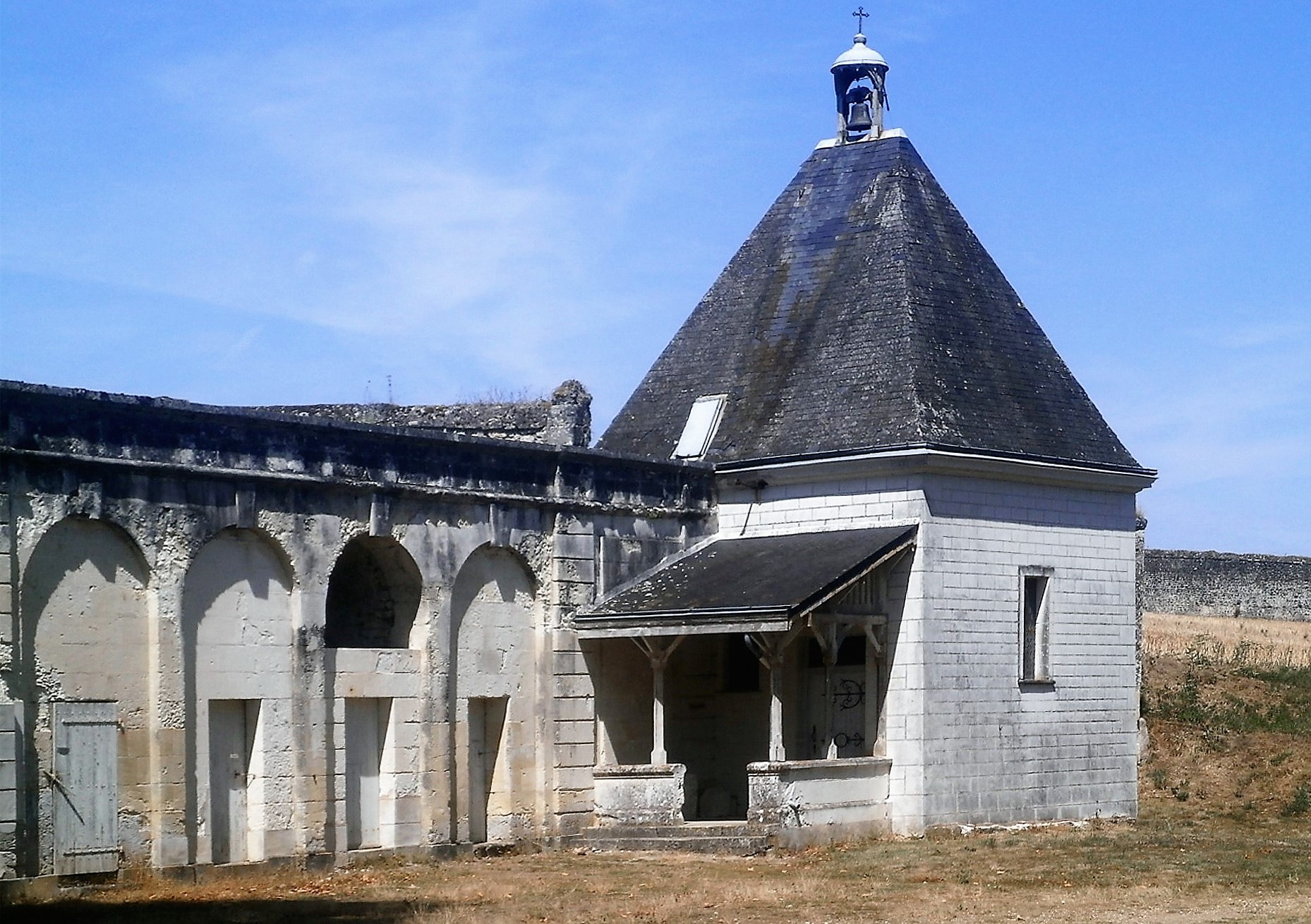
Chapelle du XIXe siècle.
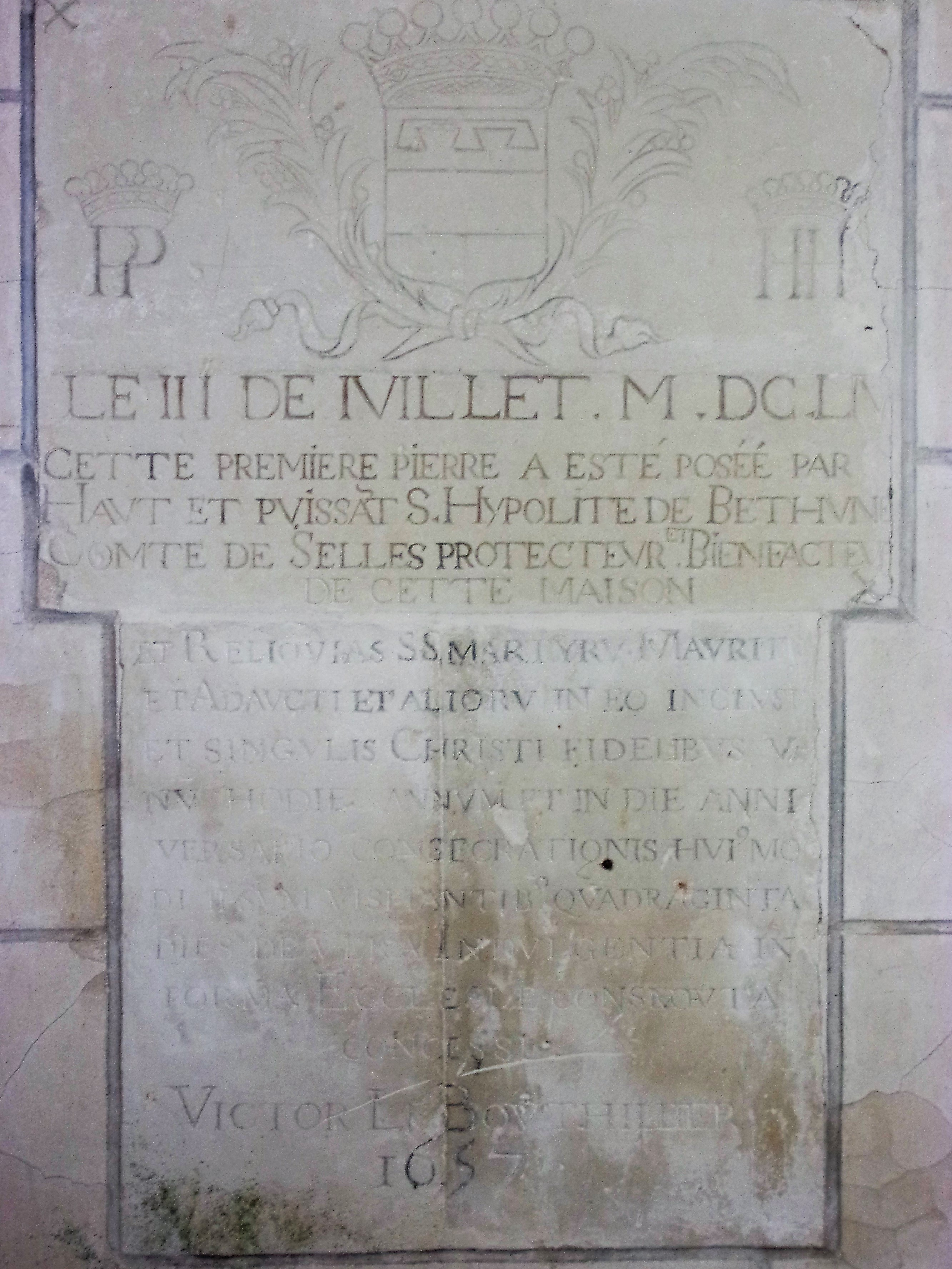
Dédicaces dans la chapelle.
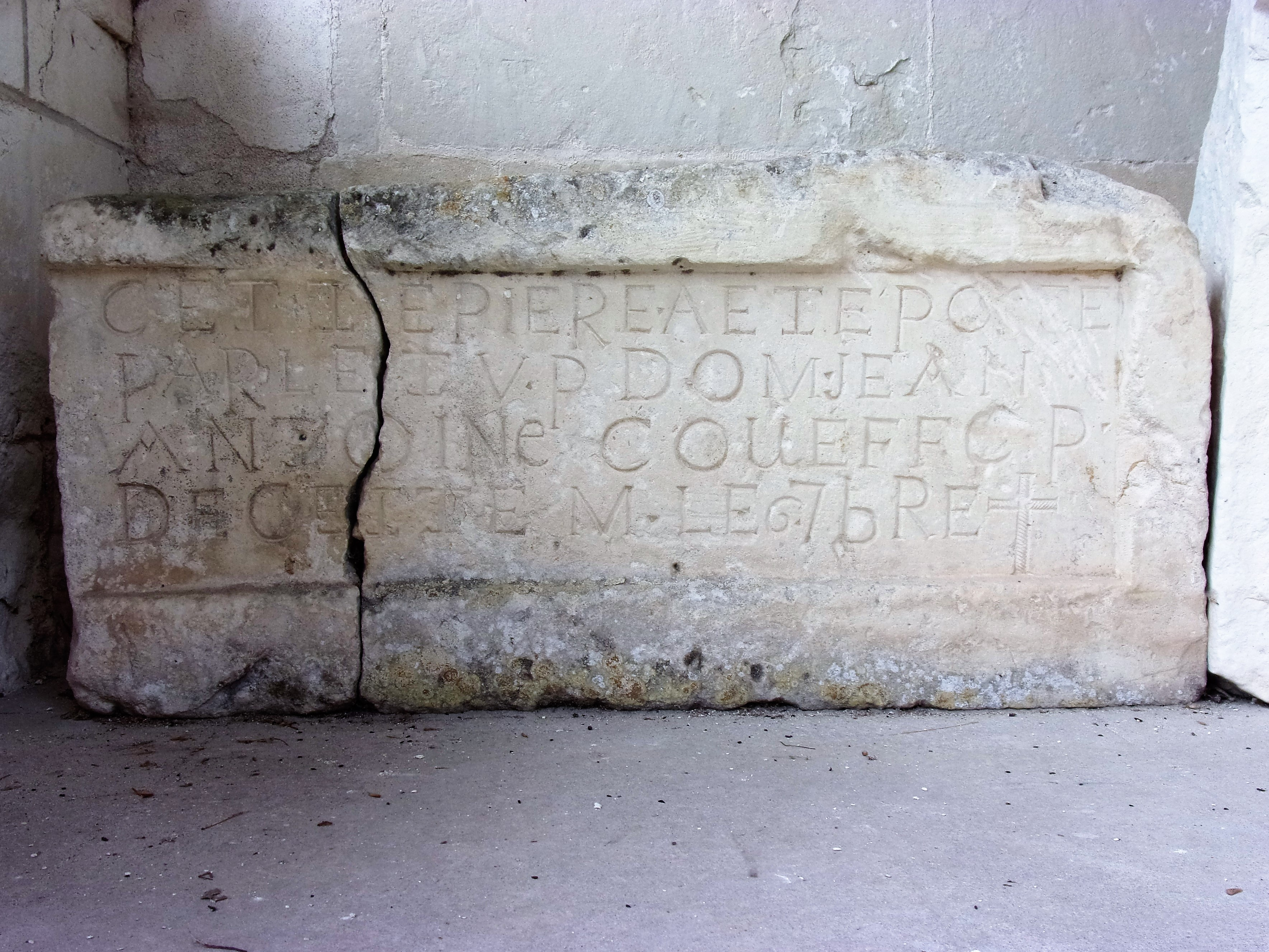
Première pierre des travaux de 1787.
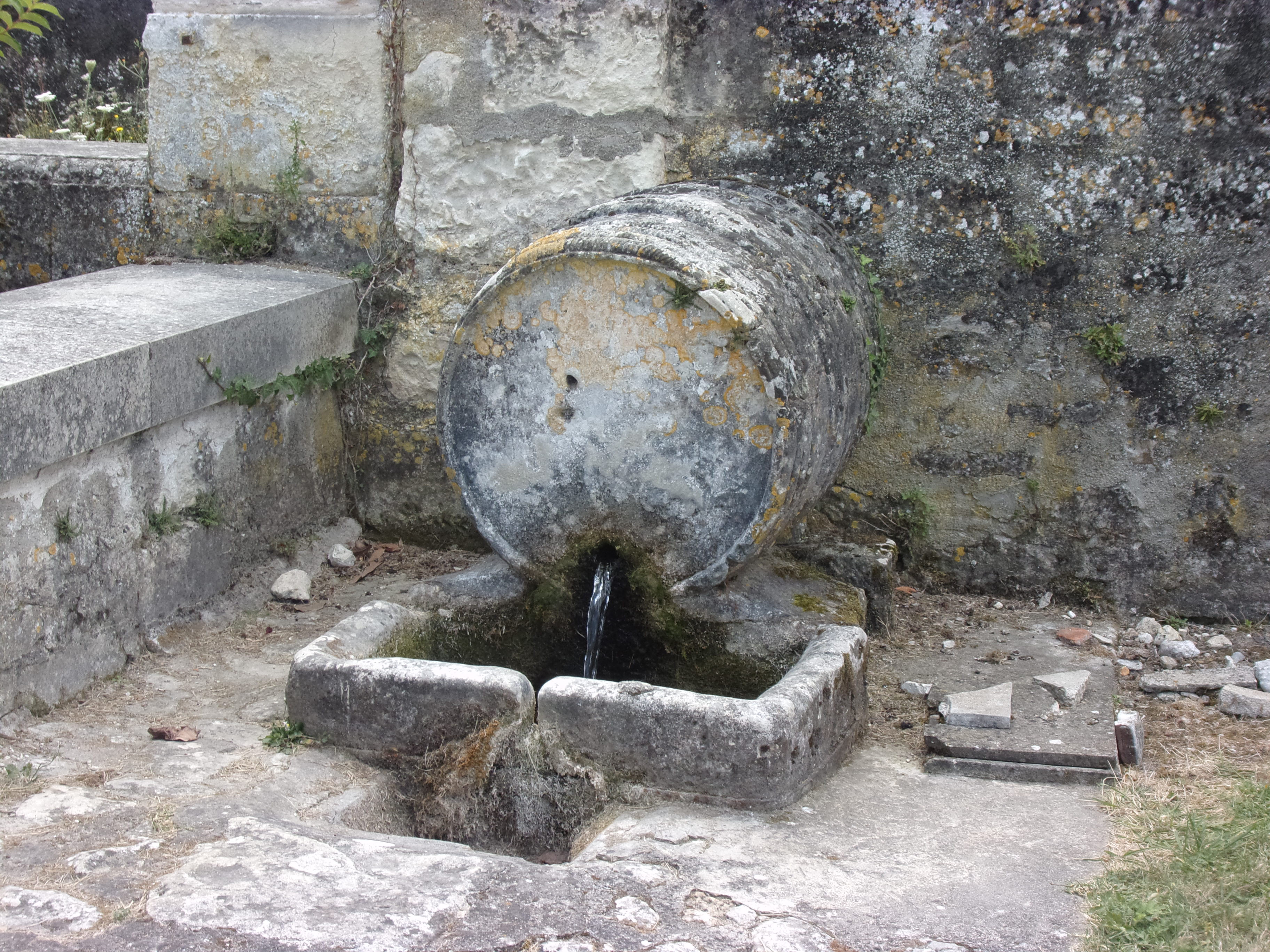
Fontaine en pierre.
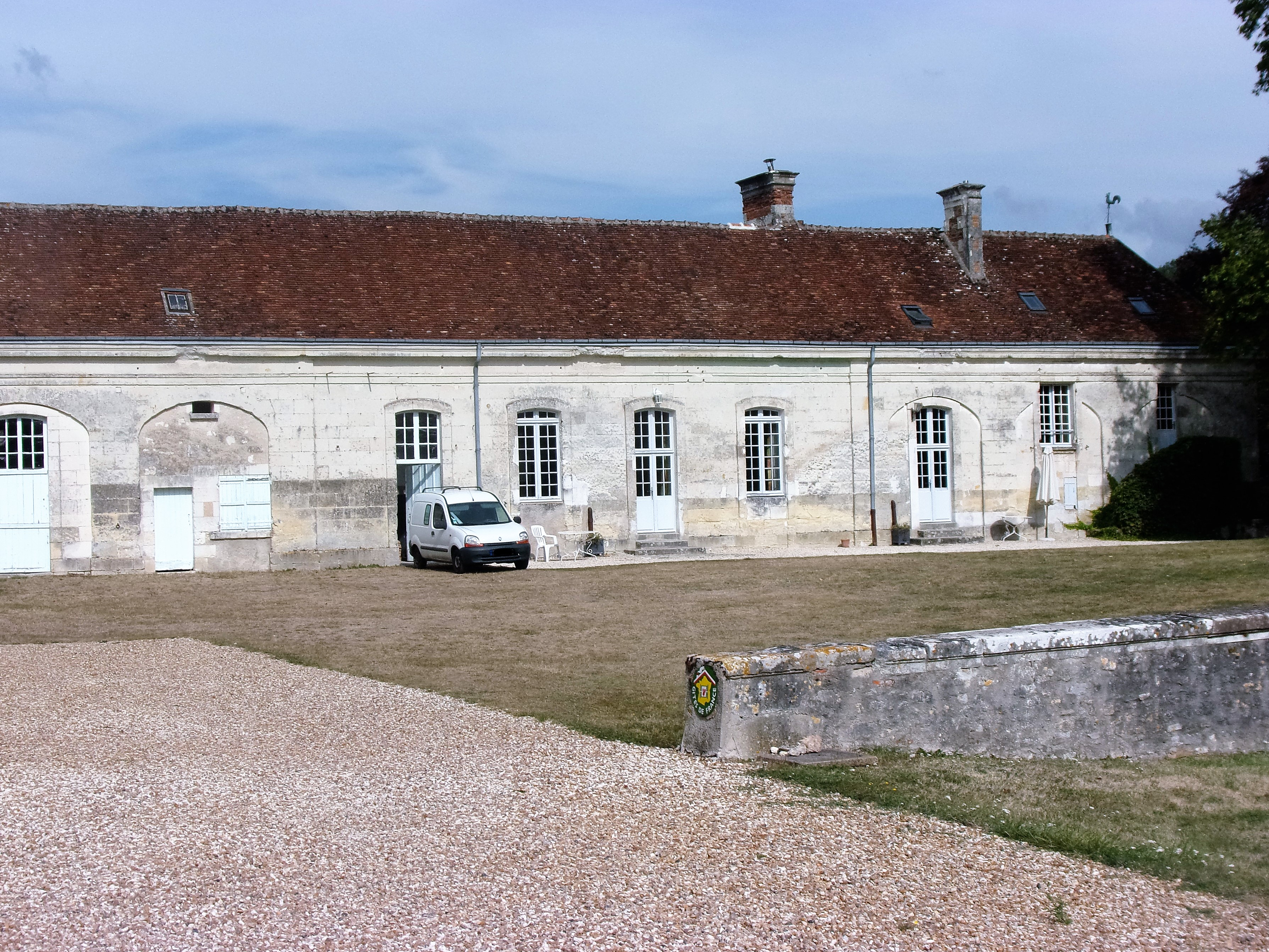
Anciens ateliers.
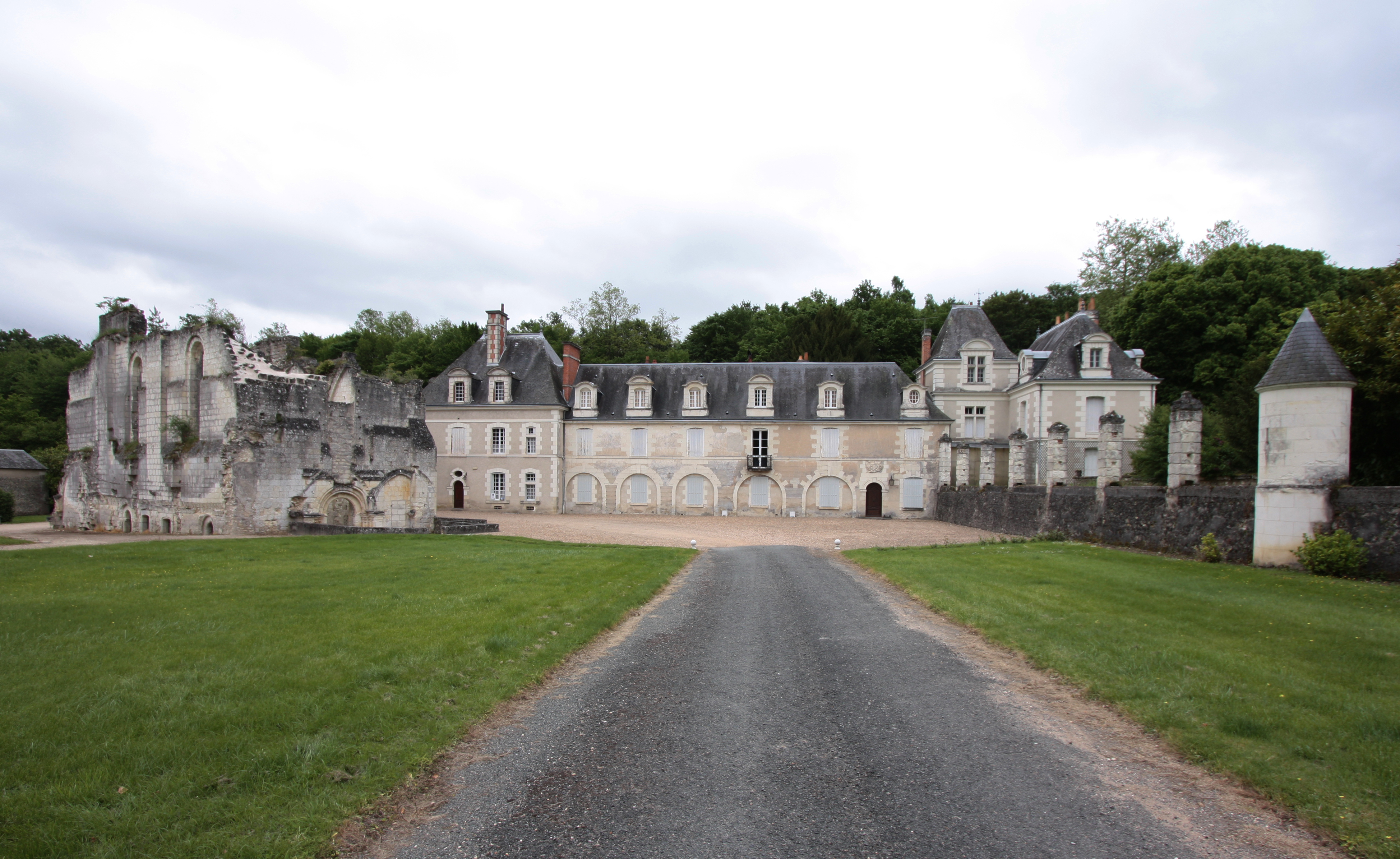
Logis principal, en arrière-plan à droite de l'église.

#### Décor et mobilier
Trente-six tableaux et cent quinze gravures sont inventoriés à la chartreuse en 1790. Après leur saisie, toutes ces œuvres, comme celles des autres édifices religieux de la région, sont temporairement transférées à l'hôtel de ville de Loches en attendant d'être vendues. Parmi les biens confisqués au Liget, cinq tableaux sont, au XXIe siècle, exposés dans divers lieux de Loches. Deux tableaux, découverts dans l'église Saint-Antoine de Loches en 1999 mais dont l'existence n'est révélée qu'en 2006, sont potentiellement attribués au Caravage, bien que les experts restent divisés sur ce point. L'un représente L'Incrédulité de saint Thomas et offre de grandes similitudes avec le tableau exposé à Potsdam. Le second figure La Cène à Emmaüs ; il est très semblable à l'œuvre exposée à la National Gallery de Londres. Ils auraient été, avec d'autres, ramenés d'Italie par Philippe de Béthune et son fils aîné Hippolyte en aurait ensuite fait don à la chartreuse. Leur description dans les inventaires révolutionnaires indique qu'ils étaient exposés dans le chœur de l'église. Ces deux tableaux sont visibles dans la galerie de l'église Saint-Antoine. Un retable, représentant la Crucifixion, se compose sous la forme d'un triptyque attribué à Jean Poyer. Dans le troisième volet, un moine en prière serait Jean Béraud, prieur de la chartreuse entre 1483 et 1490. Depuis 2012, l'œuvre est elle aussi exposée dans la galerie de l'église Saint-Antoine. Deux autres tableaux provenant de la chartreuse, sont conservés. L'un, représentant l'Assomption, peint par David Teniers le Jeune en 1663, se trouve dans l'église Saint-Ours de Loches,. L'autre, un portrait d'Henri II, est installé à la mairie de Loches.
Les inventaires des biens de la chartreuse en 1790 mentionnent plusieurs cloches, installées dans l'église, mais aussi dans d'autres bâtiments de la chartreuse ou dans des métairies qui en dépendent. Le beffroi de l'église Saint-Vincent de Chemillé-sur-Indrois abrite l'une de ces cloches, classée en 1942 au titre des objets protégés. D'un poids de 237 kg, elle sonne en si bémol. Elle est restaurée en 1998. Fondue en 1367 comme en témoigne l'inscription qu'elle porte et baptisée Maria, elle est la plus ancienne d'Indre-et-Loire :
« S. MARIA ORA PRO NOBIS MCCCLXVII YSEMBART FIST CHEST VESCEL SIGNUM SURGENDI DO FRATRIBUS ATQUE LEGENDI DAN IAHAN COULON PRIOR ME FIST »
« Sainte Marie, priez pour nous. Cette cloche a été faite en 1367 par Ysembart. Le prieur Dom Jehan la fit faire pour être le signal qui fait lever les frères et qui les appelle à la lecture. »
Dans le chœur de cette même église est installée une chaire en bois sculpté provenant également de la chartreuse du Liget.
L'horloge encastrée dans la face sud du beffroi de la porte Picois, à Loches, était jusqu'à la Révolution dans le clocher de l'église de la chartreuse.
Les ouvrages de la bibliothèque de la chartreuse, après avoir été stockés eux aussi à Loches sont dispersés. La plus grande partie, recueillie à la bibliothèque municipale de Tours, disparaît dans l'incendie du bâtiment en juin 1940,. L'université d'Oxford acquiert un certain nombre de documents, dont des gravures commandées par Louis XIV. Les bibliothèques de Tours et Loches, la médiathèque de Villefranche-de-Rouergue ainsi que les archives départementales d'Indre-et-Loire sont dépositaires de plusieurs ouvrages, dont des incunables, un cartulaire rédigé au XIVe siècle, des antiphonaires et un herbier.

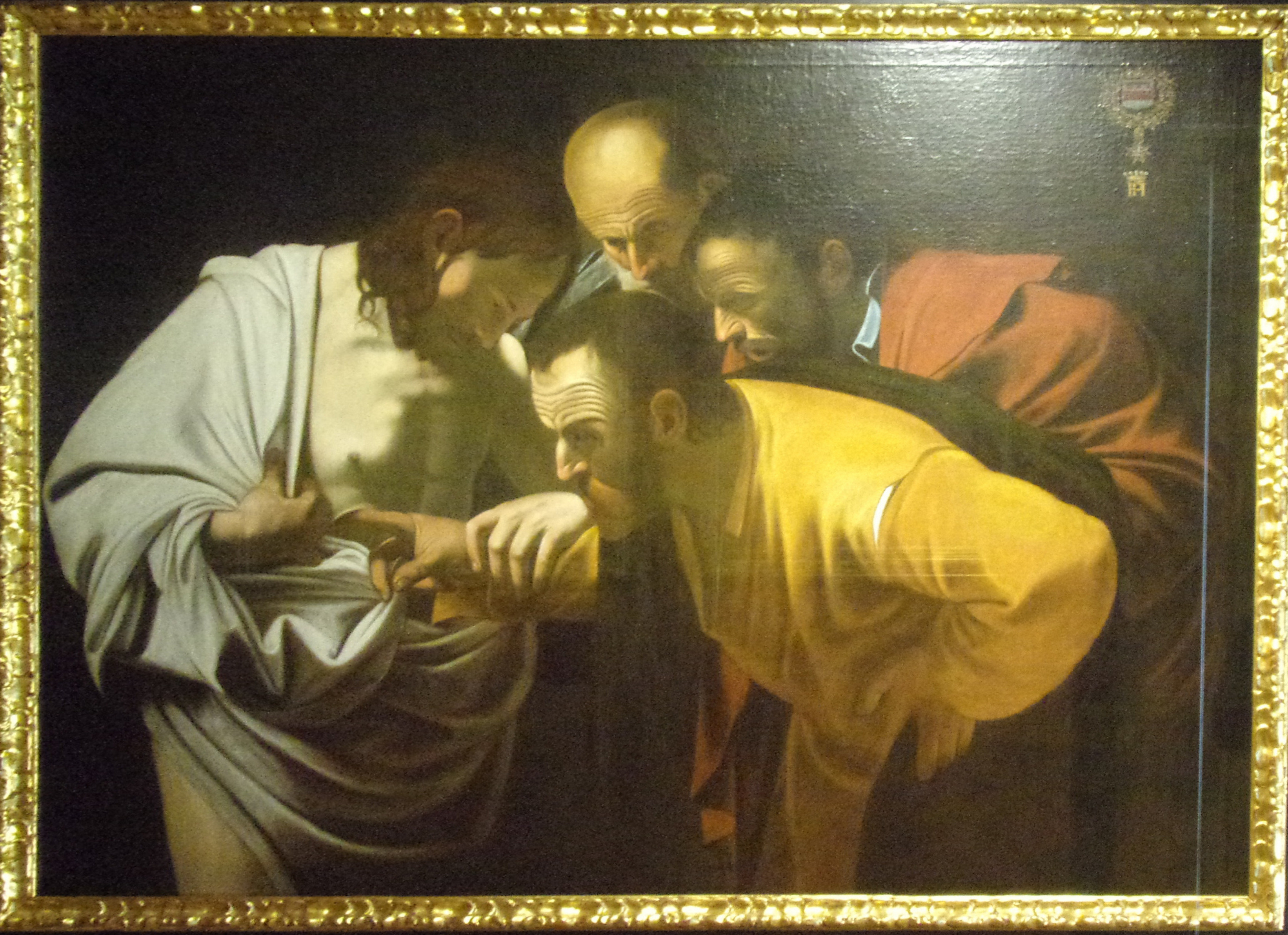
L'Incrédulité de saint Thomas (galerie Saint-Antoine, Loches).
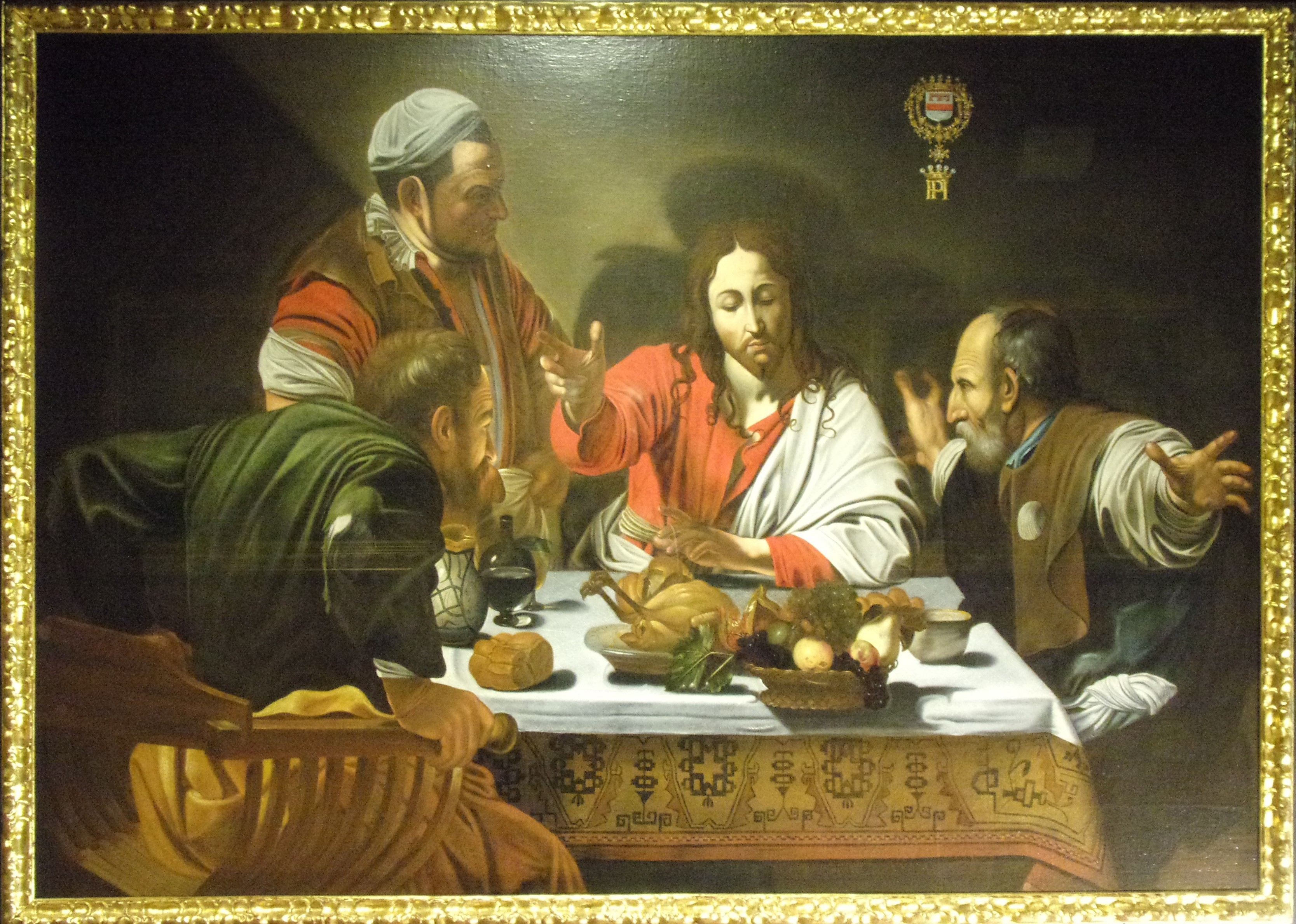
La Cène à Emmaüs (galerie Saint-Antoine, Loches).
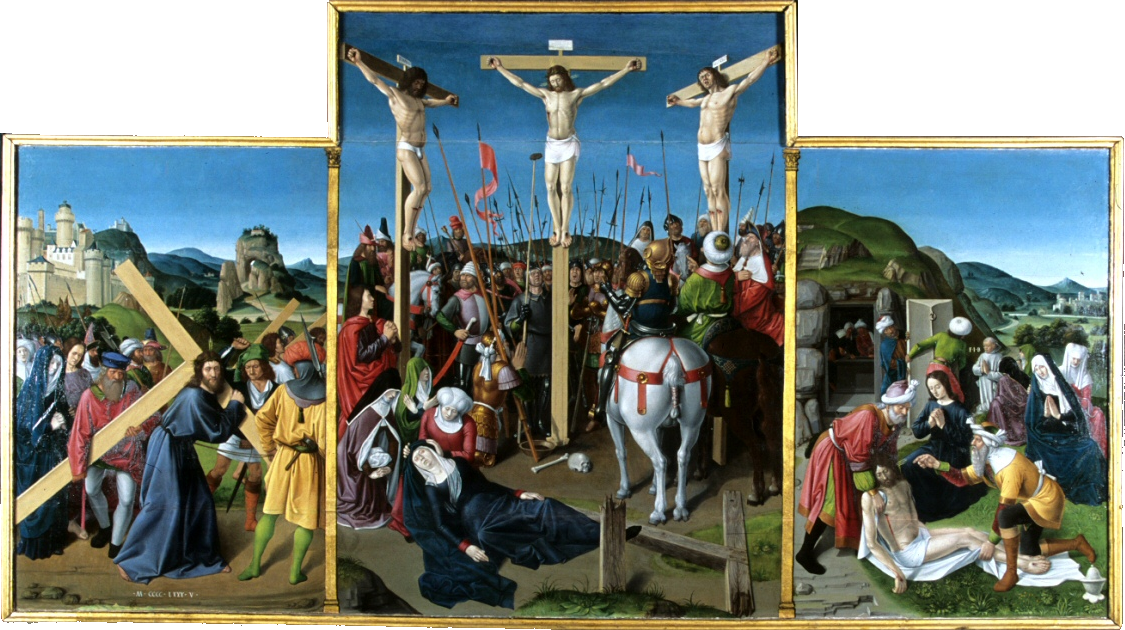
Triptyque de La Crucifixion (galerie Saint-Antoine, Loches).
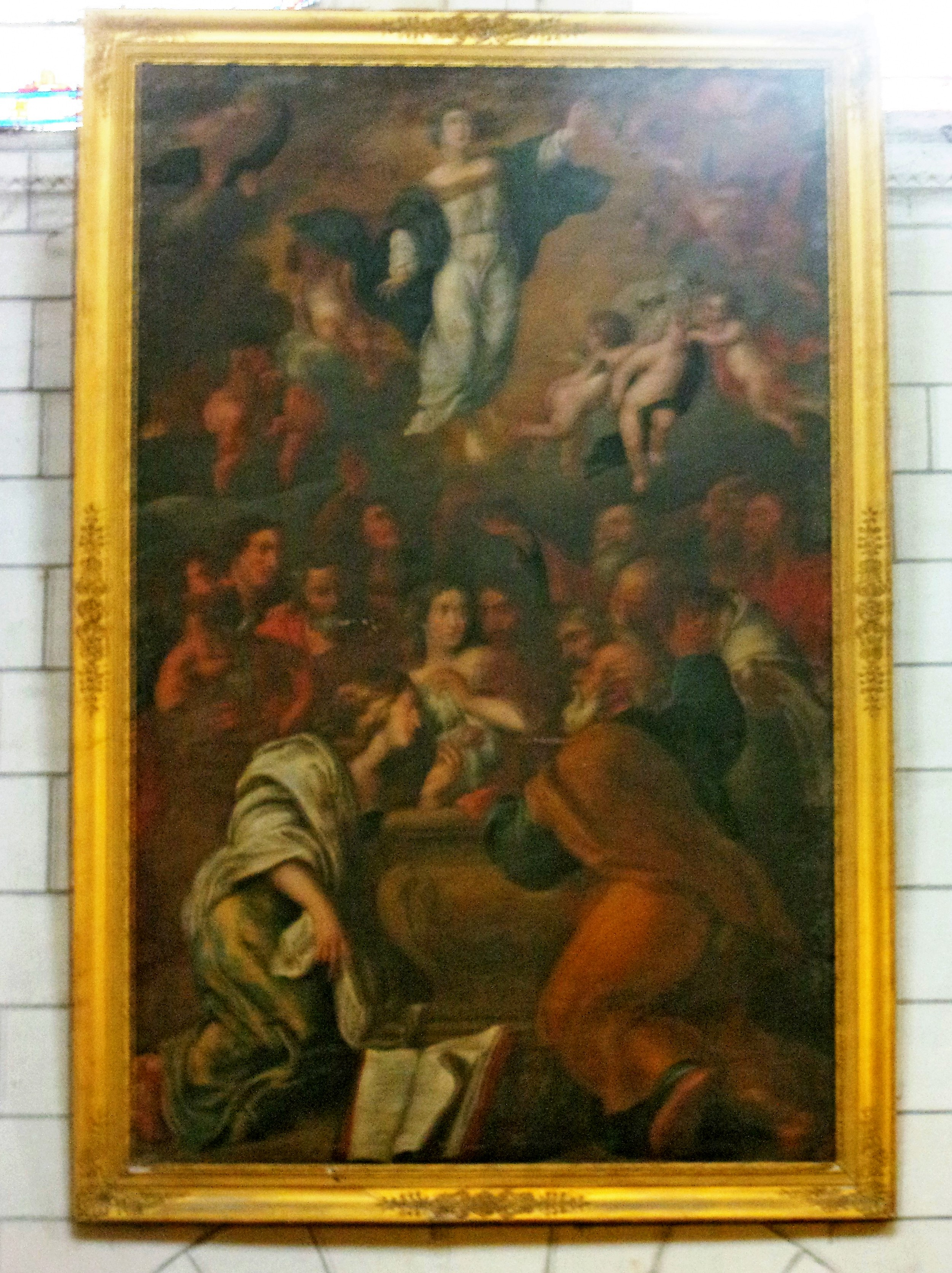
L'Assomption de la Vierge (église Saint-Ours, Loches).
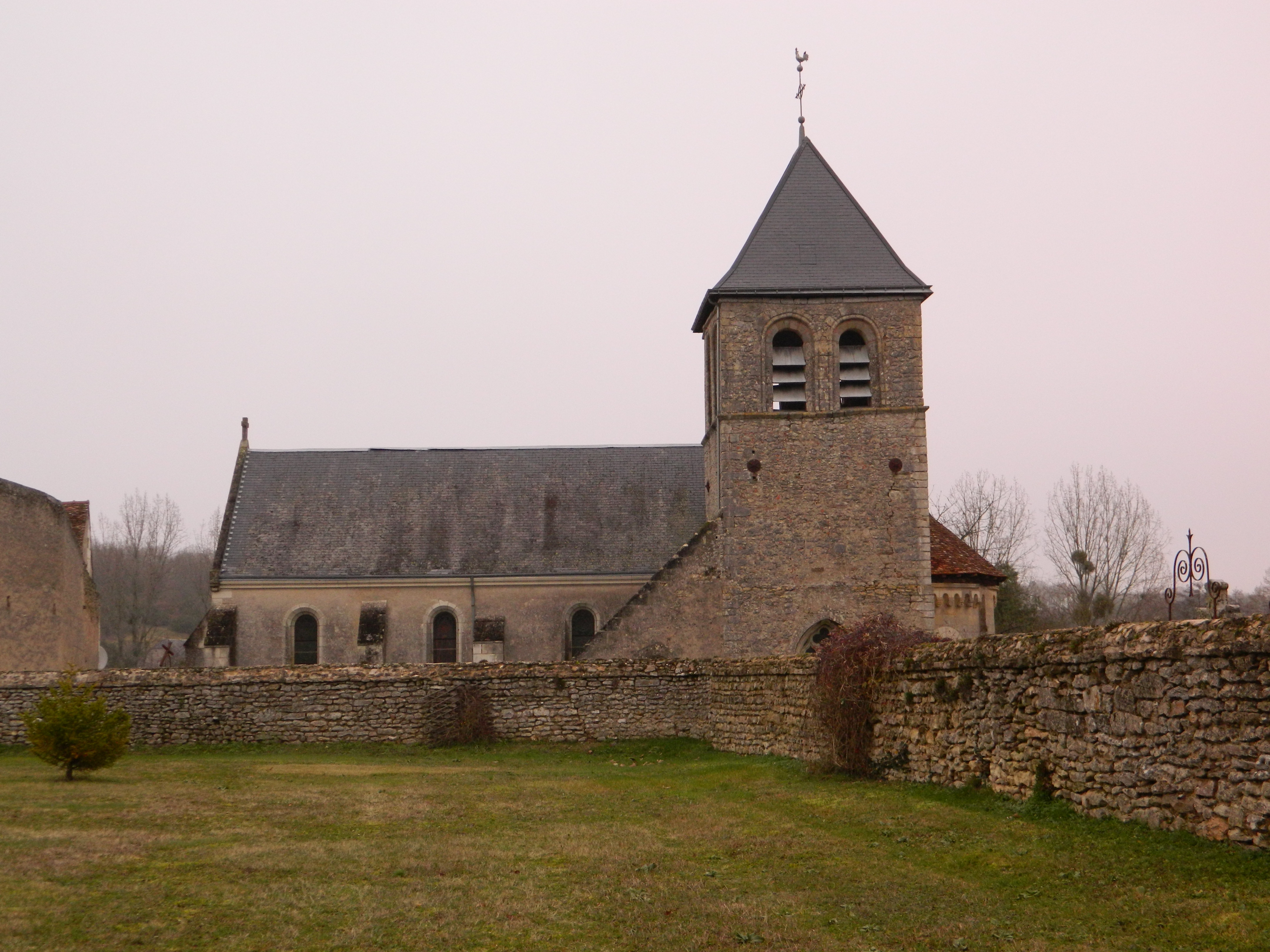
Église Saint-Vincent de Chemillé-sur-Indrois.
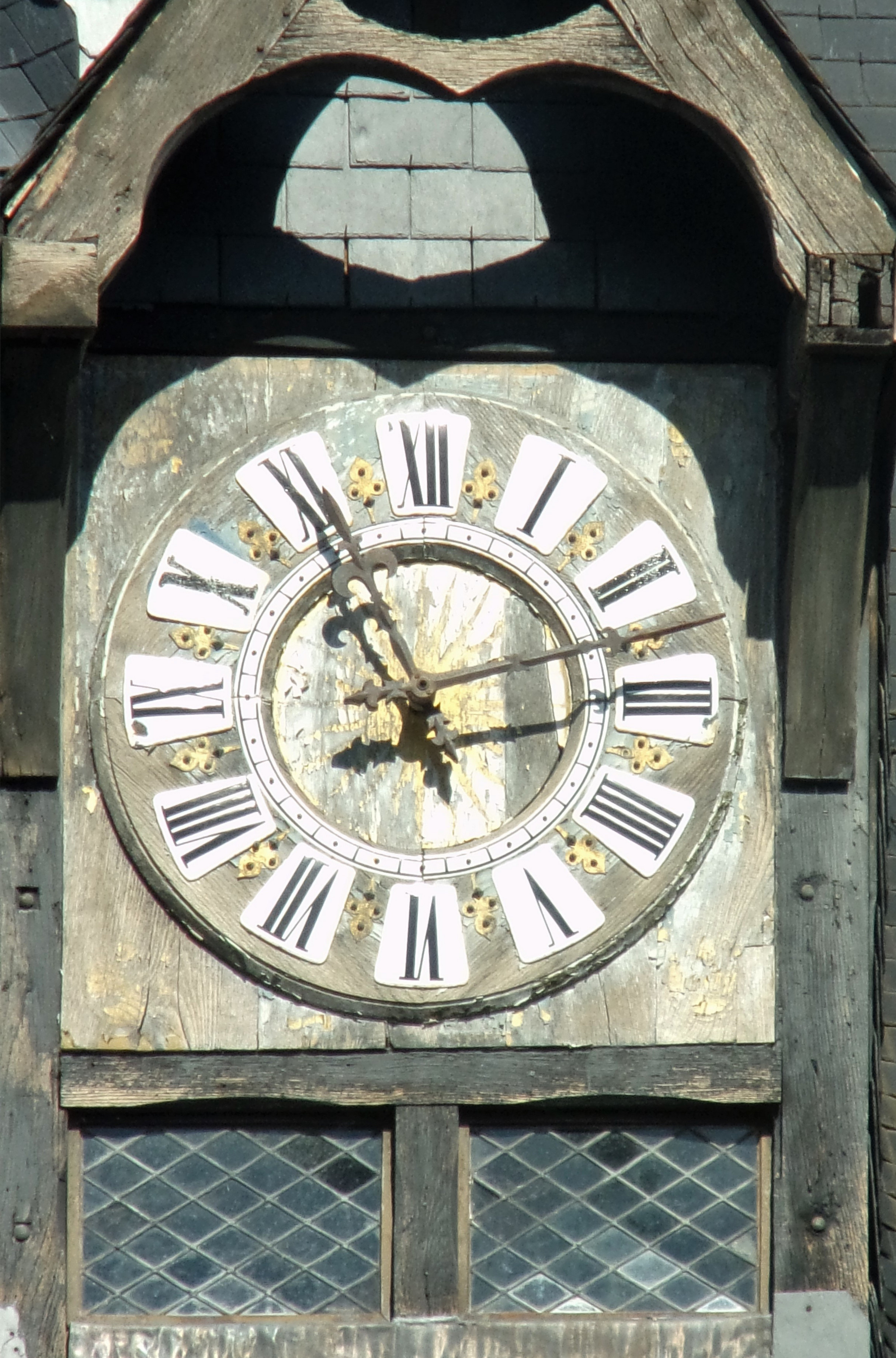
Horloge (porte Picois, Loches).

### La Corroirie ou maison basse

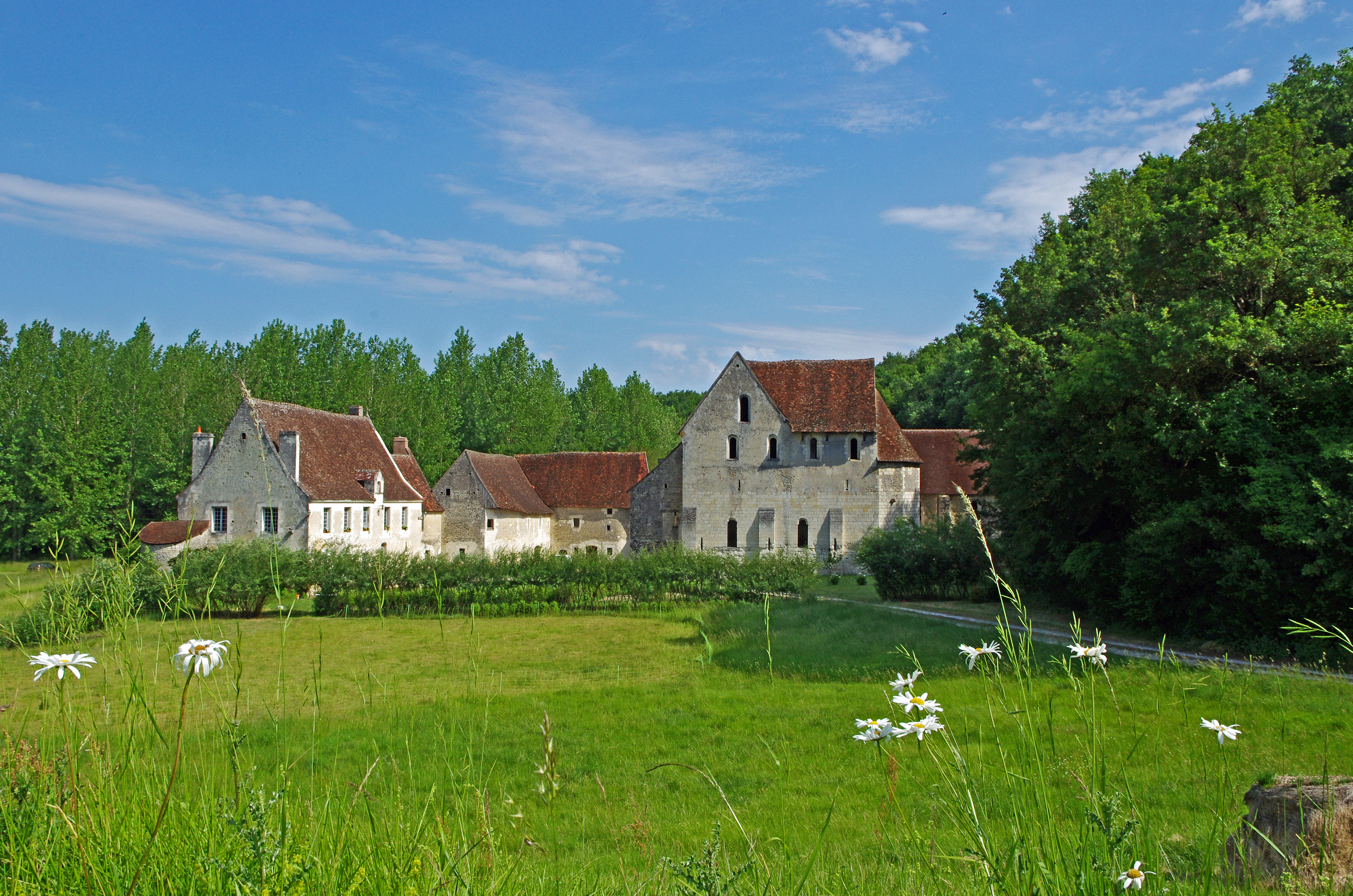
Vue générale de la Corroirie.

Dans une chartreuse, opposée à la « maison haute », lieu de prière, la « maison basse » ailleurs souvent nommée correrie, mais ici corroirie, est quant à elle proche de la terre et de ses bienfaits, assurant l'existence matérielle des moines — corroirie viendrait du latin conderium ou conderia, qui désigne tout ce dont les moines ont besoin pour survivre : nourriture, vêtements et entretien. On y trouve des moulins, un pressoir et des granges. Une chapelle, bâtie au XIVe siècle, s'élève dans l'enceinte de la Corroirie du Liget. Cette dernière est également le lieu seigneurial auquel de nombreux droits sont attachés. À ce titre, les chartreux constituent donc une puissance féodale en Touraine. Ils jouissent de tous leurs privilèges, dont le droit de justice, maintes fois renouvelés jusqu'en 1789.
Distante d'un peu plus de 1 km à l'est de la chartreuse, le long de la D 760, la Corroirie a conservé d'importants vestiges de ses bâtiments.
La porte fortifiée, reconstruite au XVe siècle, se présente sous la forme d'une tour carrée pourvue d'un chemin de ronde protégé par des mâchicoulis, percée d'une porte et d'une poterne autrefois défendues par des ponts-levis. La chapelle date de la fin du XIIe siècle mais elle a été progressivement surélevée au XVe puis au XVIe siècle de deux étages dont le premier est muni de meurtrières ; son plan très simple comprend une nef à deux travées prolongée par une abside à quatre pans. La prison est une tourelle isolée des autres bâtiments ; son unique accès se faisait par une porte percée à l'étage qui desservait deux cellules superposées

### La chapelle Saint-Jean du Liget

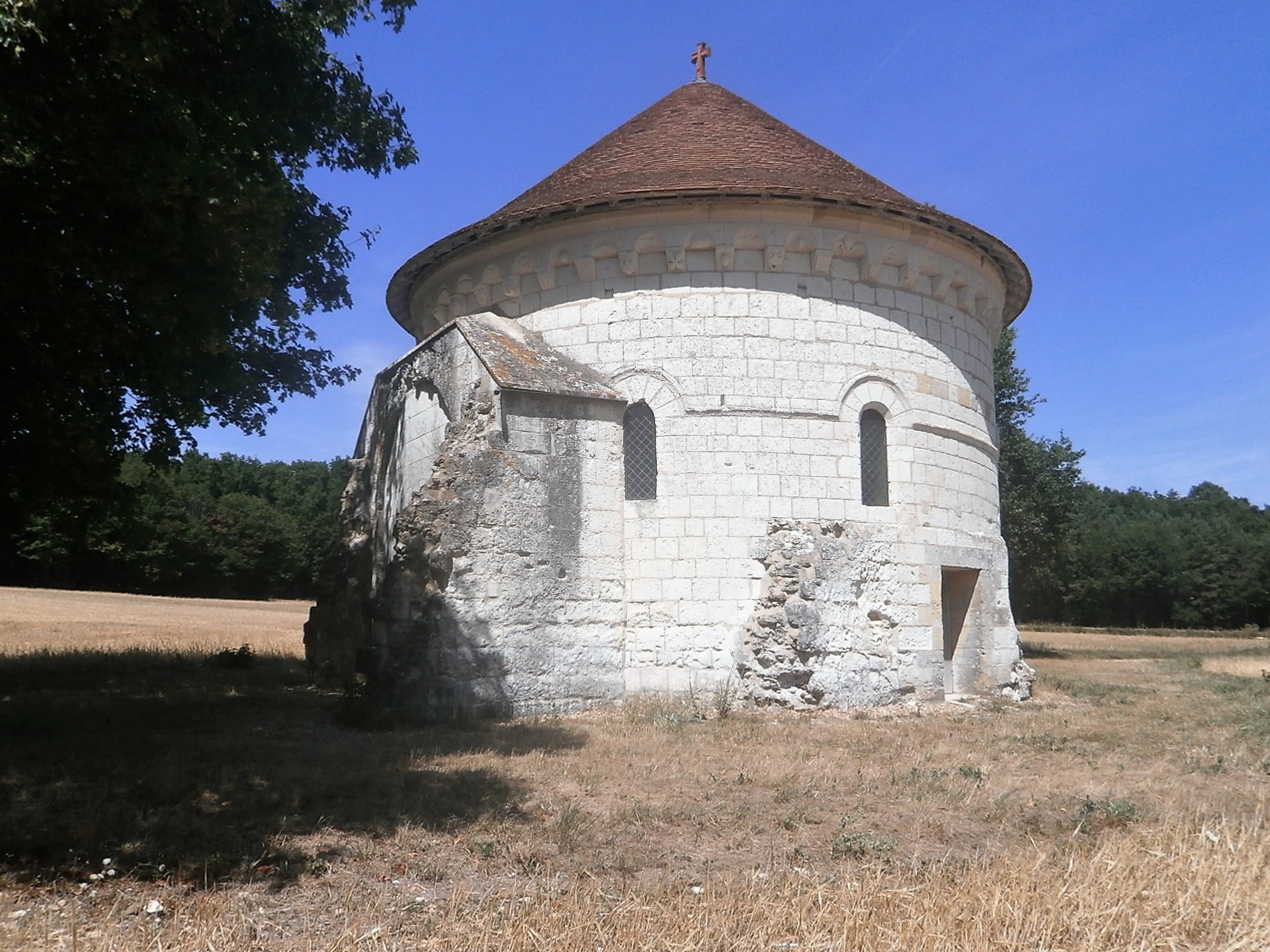
Chapelle Saint-Jean-du-Liget.

La chapelle est construite vers le milieu du XIIe siècle, sans qu'il soit possible d'être plus précis, à l'initiative des premiers moines venus de l'abbaye de Villeloin qui se sont installés dans ce secteur. Sa dédicace à l'apôtre Jean est contestée.
Elle est située sur la commune de Sennevières — elle en est la propriété depuis 2007, après avoir appartenu à la famille de Marsay en 1837 qui l'a revendue à l'État en 1851 —, limitrophe de Chemillé-sur-Indrois, à environ 750 m « à vol d'oiseau » au sud-ouest de la chartreuse, à l'écart de la route de Loches à Montrésor. Elle se présente presque dans son plan circulaire d'origine, une nef ajoutée peu de temps après la construction initiale étant détruite ; les arrachements en sont visibles sur le mur courbe de la chapelle.
Son plan circulaire assez inhabituel rappelle celui du Saint-Sépulcre. Elle mesure 7 m de diamètre intérieur pour une hauteur de 6 m à la naissance de la coupole. Les murs intérieurs et le plafond étaient entièrement recouverts de fresques dont certaines, qui ont subsisté, sont placées sur les panneaux qui séparent les fenêtres. Datant probablement du XIIe siècle comme la chapelle elle-même, elles illustrent figurativement les grands mystères de la foi chrétienne avec une nette prédominance des évocations mariales,. Un travail de restauration de ces fresques est entrepris en 2008.

## Prieurs de la chartreuse du Liget
Une première liste, incomplète, des prieurs de la chartreuse est publiée en 1882 par Jacques-Xavier Carré de Busserolle dans son Dictionnaire géographique, historique et biographique d'Indre-et-Loire et de l'ancienne province de Touraine ; elle est reprise dans d'autres ouvrages. En 1933, la publication de l'obituaire du Liget permet de combler certaines de ses lacunes. Pour autant, la liste n'est vraiment complète et datée qu'à partir de 1480 environ, exception faite de la période des guerres de Religion ; jusqu'en 1400, des noms manquent et aucune date n'est attestée.
Soixante-treize prieurs différents et identifiés sont recensés, quatre d'entre eux ayant exercé deux fois cette fonction avec une interruption. Les prieurs exercent cette charge pour une durée très variable ; c'est ainsi que Laurent de Villers est prieur pendant 33 ans, de 1504 à 1537.

## La chartreuse du Liget dans les arts et la culture
La chartreuse elle-même et la chapelle Saint-Jean ne semblent pas avoir servi de lieu de tournage pour des œuvres audiovisuelles ni avoir inspiré des écrivains. Plusieurs scènes de films (Joan of Arc, Les Condiments irréguliers) sont tournées à la Corroirie, et le roman policier Clair-obscur en Chartreuse : une enquête à tiroirs s'y déroule partiellement.

## Études architecturales et historiques
Cette liste d'études n'est pas exhaustive. Elle est limitée à celles plus particulièrement consacrées à la chartreuse du Liget, et ayant fait l'objet d'une large diffusion.
En 1787, en préalable aux travaux de reconstruction projetés, l'architecte Jean-Bernard-Abraham Jacquemin dresse un plan précis de la maison haute où il indique les bâtiments en place à conserver, à aménager ou à détruire et les nouvelles constructions à entreprendre. Ce plan, conservé mais en mauvais état, fait l'objet en 1830 d'une copie, laquelle est réduite en septembre 1922 ; ce document n'est pas immédiatement publié.
Dans le bulletin de la société archéologique de Touraine, Albert Philippon fait en 1933 et 1934 le point sur les données historiques concernant les trois ensembles de la chartreuse : monastère, Corroirie et chapelle. Il est le premier à reproduire la copie de 1922 du plan réalisé par Jacquemin en 1787, ainsi que plusieurs actes et chartes qui ont « survécu » à la Révolution française,. Dans la même publication, il complète son travail en 1941 et 1942 par une étude détaillée des conditions dans lesquelles les biens et bâtiments de la chartreuse sont liquidés à la Révolution,.
La session du congrès archéologique de France organisée en 1948 à Tours par la société française d'archéologie est consacrée à l'étude des monuments tourangeaux. Les actes qui sont publiés l'année suivante contiennent un chapitre réservé à la chartreuse du Liget et la Corroirie, leur histoire et l'architecture de leurs églises ; il est rédigé par l'historien de l'art Jean Vallery-Radot.
En 2007, Christophe Meunier publie un ouvrage exclusivement consacré à la chartreuse du Liget qui rassemble toutes les connaissances alors disponibles sur ce monastère cartusien. Outre la compilation et la relecture de sources déjà publiées, l'auteur se livre à une étude sociologique sur l'origine des frères et pères qui, au XVIIIe siècle, occupent la chartreuse. Il fait également état des plus récents travaux engagés par les propriétaires qui, depuis le XIXe siècle, restaurent et font revivre les bâtiments.
Dans le courant des années 2000, Gérard Fleury réalise une étude architecturale détaillée des églises de la chartreuse et de la Corroirie, qui permet de proposer une chronologie plus précise de la construction de ces édifices. L'étude paraît dans le Bulletin de la société des amis du pays lochois.
Dans un ouvrage écrit en 2011, le premier à être intégralement consacré à la chapelle Saint-Jean du Liget, Christophe Meunier dresse l'état des lieux des connaissances acquises et des questions en suspens. Il relie l'histoire de cette chapelle à celle des origines de la chartreuse.
À la fin des années 2000 et dans le cadre des restaurations mises en œuvre par ses propriétaires, une étude historique et archéologique de l'ensemble du site de la Corroirie est engagée, encadrée par un groupe de travail pluri-disciplinaire ; elle apporte un nouvel éclairage sur les relations entre la maison haute et la maison basse de la chartreuse. Les résultats de cette étude sont publiés en 2014 dans la Revue archéologique du centre de la France sous la direction de Bruno Dufaÿ.

## Pour en savoir plus

#### Publications exclusivement consacrées à la chartreuse du Liget
- Jean-Baptiste Bellon, Reconversion d'une ferme fortifiée : la Corroirie en Touraine : Mémoire de diplôme d'architecture, Paris, École d'architecture de Paris-La Défense, 1985, 101 p.
- C. Cognet, La chartreuse du Liget au XVIIIe siècle : mémoire de maîtrise, Tours, Centre d'études supérieures de la Renaissance, 2001, 100 p.
- Bruno Dufaÿ, « La Corroirie de la Chartreuse du Liget à Chemillé-sur-Indrois (Indre-et-Loire). Étude historique et architecturale », Revue archéologique du centre de la France, FERACF, t. 53,‎ 2014 (lire en ligne [PDF]). .
- Gérard Fleury, « L'église de la Corroirie du Liget », Bulletin de la Société des amis du pays lochois, no 25,‎ 2010, p. 65-82 (ISSN 2554-4381). .
- Raymonde Foreville, « La place de la Chartreuse du Liget parmi les fondations pieuses de Henri II Plantagenêt », mémoire de la Société archéologique de Touraine, t. IX,‎ 1975, p. 13-22. .
- Frédéric Gaultier, « À la table des chartreux du Liget », Bulletin de la Société des amis du pays lochois, no 25,‎ 2010, p. 83-92 (ISSN 2554-4381). .
- Jacqueline de Mareüil, « La vie quotidienne à la chartreuse du Liget et à la Corrioirie », Bulletin de la Société des amis du pays lochois, no 4,‎ 1988, p. 127-138 (ISSN 2554-4381).
- Jacqueline de Mareüil, « La chartreuse et la Corroirie », Bulletin de la Société des amis du pays lochois, no 19,‎ 2004, p. 9-16 (ISSN 2554-4381).
- Christophe Meunier, La Chartreuse du Liget, Chemillé-sur-Indrois, Hugues de Chivré, 2007, 172 p. (ISBN 978 2 916043 15 9). .
- Christophe Meunier, La chapelle Saint-Jean du Liget, Chemillé-sur-Indrois, Hugues de Chivré, 2011, 78 p. (ISBN 978-2-91604-346-3). .
- C. Montoux, Étude du cartulaire de la chartreuse du Liget : mémoire de maîtrise, Tours, Université de Tours, 1975, 174 p.
- Emmanuel de Pastoret, « Lettres patentes de Louis XI, Plessis-du-Parc-lèz-Tours, janvier 1478 (1477 avant Pâques) : Privilèges des chartreux de Saint-Jean de Liget », dans Ordonnances des roys de France de la troisième race : recueillies par ordre chronologique, avec des renvoys des unes aux autres, des sommaires, des observations sur le texte, vol. 18, 1828 (lire en ligne), p. 328-346.
- Albert Philippon, « La chartreuse du Liget », Bulletin de la Société archéologique de Touraine, t. XXV,‎ 1933, p. 213-248 (ISSN 1153-2521, lire en ligne). .
- Albert Philippon, « La chartreuse du Liget (suite) », Bulletin de la Société archéologique de Touraine, t. XXV,‎ 1934, p. 289-342 (ISSN 1153-2521, lire en ligne). .
- Albert Philippon, « La liquidation de la chartreuse du Liget par la Révolution », Bulletin de la Société archéologique de Touraine, t. XXVIII,‎ janvier 1941, p. 100-128 (ISSN 1153-2521, lire en ligne). .
- Albert Philippon, « La liquidation de la chartreuse du Liget par la Révolution (suite) », Bulletin de la Société archéologique de Touraine, t. XXVIII,‎ janvier 1942, p. 236-256 (ISSN 1153-2521, lire en ligne). .
- David Rabinowitch (trad. de l'anglais par Pierre Furlan), Construction pour la Chartreuse du Liget (1994), Tours, Atelier Calder, 1996, 106 p. (ISBN 978-2-90991-105-2).
- Jean Vallery-Radot, « La chartreuse du Liget et la Corroirie », dans Congrès archéologique de France, CVIe session tenue à Tours en 1948, Paris, Société française d'archéologie, 1949, 416 p., p. 153-172. .

#### Autres publications
- Louis-Auguste Bossebœuf (préf. abbé Émile le Pironnec), De l'Indre à l'Indrois : Montrésor, le château, la collégiale, et ses environs : Beaulieu-Lès-Loches, Saint-Jean, le Liget et la Corroirie, Res Universis, coll. « Monographie des villes et villages de France », 1897 (réimpr. 1993), 103 p. (ISBN 2-74280-097-2). .
- Dominique Bouguet et Michel Thibault, Répertoire numérique détaillé des sous-séries 1 Q et 2 Q : domaines nationaux (1790-1939), Archives départementales / Conseil général d'Indre-et-Loire, 1993, 175 p. (ISBN 2-85443-209-6).
- Jacques-Xavier Carré de Busserolle, Dictionnaire géographique, historique et biographique d'Indre-et-Loire et de l'ancienne province de Touraine, t. IV, Société archéologique de Touraine, 1882, 430 p. (lire en ligne), p. 53-59.
- Jean-Mary Couderc (dir.), Dictionnaire des communes de Touraine, Chambray-lès-Tours, CLD, 1987, 967 p. (ISBN 978-2-85443-136-0).
- Charles Loizeau de Grandmaison, « Archives ecclésiastiques antérieures à 1790 - Inventaire sommaire de la série H (clergé régulier) » [PDF], sur Archives départementales d'Indre-et-Loire, Conseil départemental d'Indre-et-Loire, 1891 (réimpression 1994) (consulté le 31 août 2018).
- Jean Vallery-Radot, « La chartreuse du Liget et La Corroirie », dans Congrès archéologique de France. 106e session. Tours. 1948, Société française d'archéologie, Paris, 1949, p. 153-163
- André Montoux, Vieux logis de Touraine, vol. 7, Chambray-lès-Tours, CLD, coll. « La Touraine au fil des siècles », 1987, 217 p. (ISBN 978-2-85443-134-6). .
- Robert Ranjard, La Touraine archéologique : guide du touriste en Indre-et-Loire, Mayenne, Imprimerie de la Manutention, 1968 (réimpr. 1986), 3e éd. (1re éd. 1949), 733 p. (ISBN 2-85554-017-8). .
- Robert Favreau, « La chapelle du Liget », dans Études d'épigraphie médiévale, PULIM, Limoges, 1995, p. 137-139 (voir)
- François-Christian Semur (ill. Michel Sigrist), Abbayes de Touraine, Geste éditions, 2011, 236 p. (ISBN 978 2 845 61766 7).